# Liste des planètes mineures (38001-39000)
Voici la liste des planètes mineures numérotées de 38001 à 39000. Les planètes mineures sont numérotées lorsque leur orbite est confirmée, ce qui peut parfois se produire longtemps après leur découverte. Elles sont classées ici par leur numéro et donc approximativement par leur date de découverte.

## 38001-38100
| Nom                   | Désignation provisoire | Date de la découverte | Découvreur                           |
| --------------------- | ---------------------- | --------------------- | ------------------------------------ |
| (38001) 1998 KM37     | 1998 KM37              | 22 mai 1998           | LINEAR                               |
| (38002) 1998 KO42     | 1998 KO42              | 27 mai 1998           | LONEOS                               |
| (38003) 1998 KH44     | 1998 KH44              | 22 mai 1998           | LINEAR                               |
| (38004) 1998 KJ47     | 1998 KJ47              | 22 mai 1998           | LINEAR                               |
| (38005) 1998 KM47     | 1998 KM47              | 22 mai 1998           | LINEAR                               |
| (38006) 1998 KD48     | 1998 KD48              | 22 mai 1998           | LINEAR                               |
| (38007) 1998 KS49     | 1998 KS49              | 23 mai 1998           | LINEAR                               |
| (38008) 1998 KP50     | 1998 KP50              | 23 mai 1998           | LINEAR                               |
| (38009) 1998 KV50     | 1998 KV50              | 23 mai 1998           | LINEAR                               |
| (38010) 1998 KE51     | 1998 KE51              | 23 mai 1998           | LINEAR                               |
| (38011) 1998 KL52     | 1998 KL52              | 23 mai 1998           | LINEAR                               |
| (38012) 1998 KE54     | 1998 KE54              | 23 mai 1998           | LINEAR                               |
| (38013) 1998 KY54     | 1998 KY54              | 23 mai 1998           | LINEAR                               |
| (38014) 1998 KO61     | 1998 KO61              | 23 mai 1998           | LINEAR                               |
| (38015) 1998 KX63     | 1998 KX63              | 22 mai 1998           | LINEAR                               |
| (38016) 1998 KV65     | 1998 KV65              | 27 mai 1998           | LINEAR                               |
| (38017) 1998 KW67     | 1998 KW67              | 26 mai 1998           | LINEAR                               |
| (38018) Louisneefs    | 1998 LN2               | 1er juin 1998         | E. W. Elst                           |
| (38019) Jeanmariepelt | 1998 LV2               | 1er juin 1998         | E. W. Elst                           |
| (38020) Hannadam      | 1998 MP                | 17 juin 1998          | L. Tesi, A. Boattini                 |
| (38021) 1998 MG1      | 1998 MG1               | 16 juin 1998          | Spacewatch                           |
| (38022) 1998 MS7      | 1998 MS7               | 19 juin 1998          | ODAS                                 |
| (38023) 1998 MO39     | 1998 MO39              | 26 juin 1998          | E. W. Elst                           |
| (38024) Melospadafora | 1998 OB                | 16 juillet 1998       | ODAS                                 |
| (38025) 1998 QF       | 1998 QF                | 17 août 1998          | P. G. Comba                          |
| (38026) 1998 QC12     | 1998 QC12              | 17 août 1998          | LINEAR                               |
| (38027) 1998 QE14     | 1998 QE14              | 17 août 1998          | LINEAR                               |
| (38028) 1998 QC20     | 1998 QC20              | 17 août 1998          | LINEAR                               |
| (38029) 1998 QZ24     | 1998 QZ24              | 17 août 1998          | LINEAR                               |
| (38030) 1998 QG33     | 1998 QG33              | 17 août 1998          | LINEAR                               |
| (38031) 1998 QN36     | 1998 QN36              | 17 août 1998          | LINEAR                               |
| (38032) 1998 QH43     | 1998 QH43              | 17 août 1998          | LINEAR                               |
| (38033) 1998 QN49     | 1998 QN49              | 17 août 1998          | LINEAR                               |
| (38034) 1998 QW57     | 1998 QW57              | 30 août 1998          | Spacewatch                           |
| (38035) 1998 QC85     | 1998 QC85              | 24 août 1998          | LINEAR                               |
| (38036) Waynewarren   | 1998 RE1               | 13 septembre 1998     | J. Broughton                         |
| (38037) 1998 RS18     | 1998 RS18              | 14 septembre 1998     | LINEAR                               |
| (38038) 1998 RQ19     | 1998 RQ19              | 14 septembre 1998     | LINEAR                               |
| (38039) 1998 RD24     | 1998 RD24              | 14 septembre 1998     | LINEAR                               |
| (38040) 1998 RW49     | 1998 RW49              | 14 septembre 1998     | LINEAR                               |
| (38041) 1998 RQ79     | 1998 RQ79              | 14 septembre 1998     | LINEAR                               |
| (38042) 1998 SA10     | 1998 SA10              | 21 septembre 1998     | CSS                                  |
| (38043) 1998 SB26     | 1998 SB26              | 22 septembre 1998     | LONEOS                               |
| (38044) Michaellucas  | 1998 SL62              | 19 septembre 1998     | LONEOS                               |
| (38045) 1998 SM93     | 1998 SM93              | 26 septembre 1998     | LINEAR                               |
| (38046) Krasnoïarsk   | 1998 SW144             | 20 septembre 1998     | E. W. Elst                           |
| (38047) 1998 TC3      | 1998 TC3               | 14 octobre 1998       | CSS                                  |
| (38048) Blumenbach    | 1998 UL18              | 27 octobre 1998       | CSS                                  |
| (38049) 1998 VY6      | 1998 VY6               | 11 novembre 1998      | LINEAR                               |
| (38050) Bias          | 1998 VR38              | 10 novembre 1998      | LINEAR                               |
| (38051) 1998 XJ5      | 1998 XJ5               | 7 décembre 1998       | K. Korlević                          |
| (38052) 1998 XA7      | 1998 XA7               | 8 décembre 1998       | Spacewatch                           |
| (38053) 1998 XO62     | 1998 XO62              | 11 décembre 1998      | LINEAR                               |
| (38054) 1999 AG10     | 1999 AG10              | 14 janvier 1999       | K. Korlević                          |
| (38055) 1999 AC24     | 1999 AC24              | 15 janvier 1999       | CSS                                  |
| (38056) 1999 BZ10     | 1999 BZ10              | 20 janvier 1999       | ODAS                                 |
| (38057) 1999 BO15     | 1999 BO15              | 26 janvier 1999       | K. Korlević                          |
| (38058) 1999 CA35     | 1999 CA35              | 10 février 1999       | LINEAR                               |
| (38059) 1999 CO38     | 1999 CO38              | 10 février 1999       | LINEAR                               |
| (38060) 1999 CB61     | 1999 CB61              | 12 février 1999       | LINEAR                               |
| (38061) 1999 DJ1      | 1999 DJ1               | 17 février 1999       | LINEAR                               |
| (38062) 1999 EC9      | 1999 EC9               | 15 mars 1999          | Spacewatch                           |
| (38063) 1999 FH       | 1999 FH                | 16 mars 1999          | K. Korlević, M. Jurić                |
| (38064) 1999 FZ10     | 1999 FZ10              | 17 mars 1999          | Spacewatch                           |
| (38065) 1999 FK19     | 1999 FK19              | 22 mars 1999          | LONEOS                               |
| (38066) 1999 FO19     | 1999 FO19              | 22 mars 1999          | LONEOS                               |
| (38067) 1999 FO31     | 1999 FO31              | 19 mars 1999          | LINEAR                               |
| (38068) 1999 FK32     | 1999 FK32              | 19 mars 1999          | LINEAR                               |
| (38069) 1999 GN       | 1999 GN                | 5 avril 1999          | K. Korlević                          |
| (38070) Redwine       | 1999 GG2               | 6 avril 1999          | LONEOS                               |
| (38071) 1999 GU3      | 1999 GU3               | 10 avril 1999         | LINEAR                               |
| (38072) 1999 GO11     | 1999 GO11              | 11 avril 1999         | Spacewatch                           |
| (38073) 1999 GX11     | 1999 GX11              | 11 avril 1999         | Spacewatch                           |
| (38074) 1999 GX19     | 1999 GX19              | 15 avril 1999         | LINEAR                               |
| (38075) 1999 GN21     | 1999 GN21              | 15 avril 1999         | LINEAR                               |
| (38076) 1999 GA31     | 1999 GA31              | 7 avril 1999          | LINEAR                               |
| (38077) 1999 GY31     | 1999 GY31              | 7 avril 1999          | LINEAR                               |
| (38078) 1999 GW42     | 1999 GW42              | 12 avril 1999         | LINEAR                               |
| (38079) 1999 HF       | 1999 HF                | 16 avril 1999         | Beijing Schmidt CCD Asteroid Program |
| (38080) 1999 HN1      | 1999 HN1               | 17 avril 1999         | LINEAR                               |
| (38081) 1999 HC10     | 1999 HC10              | 17 avril 1999         | LINEAR                               |
| (38082) 1999 HO11     | 1999 HO11              | 17 avril 1999         | CSS                                  |
| (38083) Rhadamanthe   | 1999 HX11              | 17 avril 1999         | Deep Ecliptic Survey                 |
| (38084) 1999 HB12     | 1999 HB12              | 18 avril 1999         | M. W. Buie, R. Millis                |
| (38085) 1999 HO12     | 1999 HO12              | 17 avril 1999         | LINEAR                               |
| (38086) Beowulf       | 1999 JB                | 5 mai 1999            | LONEOS                               |
| (38087) 1999 JN       | 1999 JN                | 6 mai 1999            | T. Kagawa                            |
| (38088) 1999 JS1      | 1999 JS1               | 8 mai 1999            | CSS                                  |
| (38089) 1999 JV1      | 1999 JV1               | 8 mai 1999            | CSS                                  |
| (38090) 1999 JN2      | 1999 JN2               | 8 mai 1999            | CSS                                  |
| (38091) 1999 JT3      | 1999 JT3               | 10 mai 1999           | LONEOS                               |
| (38092) 1999 JF5      | 1999 JF5               | 10 mai 1999           | LINEAR                               |
| (38093) 1999 JX6      | 1999 JX6               | 8 mai 1999            | CSS                                  |
| (38094) 1999 JM9      | 1999 JM9               | 8 mai 1999            | CSS                                  |
| (38095) 1999 JD10     | 1999 JD10              | 8 mai 1999            | CSS                                  |
| (38096) 1999 JF11     | 1999 JF11              | 9 mai 1999            | K. Korlević                          |
| (38097) 1999 JW11     | 1999 JW11              | 12 mai 1999           | LINEAR                               |
| (38098) 1999 JO13     | 1999 JO13              | 10 mai 1999           | LINEAR                               |
| (38099) 1999 JE14     | 1999 JE14              | 13 mai 1999           | LINEAR                               |
| (38100) 1999 JM14     | 1999 JM14              | 15 mai 1999           | LINEAR                               |

## 38101-38200
| Nom                | Désignation provisoire | Date de la découverte | Découvreur |
| ------------------ | ---------------------- | --------------------- | ---------- |
| (38101) 1999 JE15  | 1999 JE15              | 15 mai 1999           | CSS        |
| (38102) 1999 JM18  | 1999 JM18              | 10 mai 1999           | LINEAR     |
| (38103) 1999 JM19  | 1999 JM19              | 10 mai 1999           | LINEAR     |
| (38104) 1999 JL20  | 1999 JL20              | 10 mai 1999           | LINEAR     |
| (38105) 1999 JB21  | 1999 JB21              | 10 mai 1999           | LINEAR     |
| (38106) 1999 JG23  | 1999 JG23              | 10 mai 1999           | LINEAR     |
| (38107) 1999 JZ23  | 1999 JZ23              | 10 mai 1999           | LINEAR     |
| (38108) 1999 JB24  | 1999 JB24              | 10 mai 1999           | LINEAR     |
| (38109) 1999 JQ24  | 1999 JQ24              | 10 mai 1999           | LINEAR     |
| (38110) 1999 JH25  | 1999 JH25              | 10 mai 1999           | LINEAR     |
| (38111) 1999 JQ26  | 1999 JQ26              | 10 mai 1999           | LINEAR     |
| (38112) 1999 JZ29  | 1999 JZ29              | 10 mai 1999           | LINEAR     |
| (38113) 1999 JB30  | 1999 JB30              | 10 mai 1999           | LINEAR     |
| (38114) 1999 JO34  | 1999 JO34              | 10 mai 1999           | LINEAR     |
| (38115) 1999 JJ35  | 1999 JJ35              | 10 mai 1999           | LINEAR     |
| (38116) 1999 JK35  | 1999 JK35              | 10 mai 1999           | LINEAR     |
| (38117) 1999 JH36  | 1999 JH36              | 10 mai 1999           | LINEAR     |
| (38118) 1999 JS36  | 1999 JS36              | 10 mai 1999           | LINEAR     |
| (38119) 1999 JN37  | 1999 JN37              | 10 mai 1999           | LINEAR     |
| (38120) 1999 JN39  | 1999 JN39              | 10 mai 1999           | LINEAR     |
| (38121) 1999 JO42  | 1999 JO42              | 10 mai 1999           | LINEAR     |
| (38122) 1999 JC43  | 1999 JC43              | 10 mai 1999           | LINEAR     |
| (38123) 1999 JD43  | 1999 JD43              | 10 mai 1999           | LINEAR     |
| (38124) 1999 JV43  | 1999 JV43              | 10 mai 1999           | LINEAR     |
| (38125) 1999 JG44  | 1999 JG44              | 10 mai 1999           | LINEAR     |
| (38126) 1999 JT44  | 1999 JT44              | 10 mai 1999           | LINEAR     |
| (38127) 1999 JL45  | 1999 JL45              | 10 mai 1999           | LINEAR     |
| (38128) 1999 JN45  | 1999 JN45              | 10 mai 1999           | LINEAR     |
| (38129) 1999 JV45  | 1999 JV45              | 10 mai 1999           | LINEAR     |
| (38130) 1999 JY45  | 1999 JY45              | 10 mai 1999           | LINEAR     |
| (38131) 1999 JR47  | 1999 JR47              | 10 mai 1999           | LINEAR     |
| (38132) 1999 JX47  | 1999 JX47              | 10 mai 1999           | LINEAR     |
| (38133) 1999 JY49  | 1999 JY49              | 10 mai 1999           | LINEAR     |
| (38134) 1999 JU51  | 1999 JU51              | 10 mai 1999           | LINEAR     |
| (38135) 1999 JB55  | 1999 JB55              | 10 mai 1999           | LINEAR     |
| (38136) 1999 JK55  | 1999 JK55              | 10 mai 1999           | LINEAR     |
| (38137) 1999 JH56  | 1999 JH56              | 10 mai 1999           | LINEAR     |
| (38138) 1999 JM56  | 1999 JM56              | 10 mai 1999           | LINEAR     |
| (38139) 1999 JH57  | 1999 JH57              | 10 mai 1999           | LINEAR     |
| (38140) 1999 JX58  | 1999 JX58              | 10 mai 1999           | LINEAR     |
| (38141) 1999 JN59  | 1999 JN59              | 10 mai 1999           | LINEAR     |
| (38142) 1999 JQ59  | 1999 JQ59              | 10 mai 1999           | LINEAR     |
| (38143) 1999 JV60  | 1999 JV60              | 10 mai 1999           | LINEAR     |
| (38144) 1999 JD61  | 1999 JD61              | 10 mai 1999           | LINEAR     |
| (38145) 1999 JF61  | 1999 JF61              | 10 mai 1999           | LINEAR     |
| (38146) 1999 JK61  | 1999 JK61              | 10 mai 1999           | LINEAR     |
| (38147) 1999 JN62  | 1999 JN62              | 10 mai 1999           | LINEAR     |
| (38148) 1999 JU62  | 1999 JU62              | 10 mai 1999           | LINEAR     |
| (38149) 1999 JY62  | 1999 JY62              | 10 mai 1999           | LINEAR     |
| (38150) 1999 JX64  | 1999 JX64              | 10 mai 1999           | LINEAR     |
| (38151) 1999 JT65  | 1999 JT65              | 12 mai 1999           | LINEAR     |
| (38152) 1999 JY66  | 1999 JY66              | 12 mai 1999           | LINEAR     |
| (38153) 1999 JW67  | 1999 JW67              | 12 mai 1999           | LINEAR     |
| (38154) 1999 JU68  | 1999 JU68              | 12 mai 1999           | LINEAR     |
| (38155) 1999 JJ69  | 1999 JJ69              | 12 mai 1999           | LINEAR     |
| (38156) 1999 JQ71  | 1999 JQ71              | 12 mai 1999           | LINEAR     |
| (38157) 1999 JC72  | 1999 JC72              | 12 mai 1999           | LINEAR     |
| (38158) 1999 JS72  | 1999 JS72              | 12 mai 1999           | LINEAR     |
| (38159) 1999 JB73  | 1999 JB73              | 12 mai 1999           | LINEAR     |
| (38160) 1999 JG74  | 1999 JG74              | 12 mai 1999           | LINEAR     |
| (38161) 1999 JN74  | 1999 JN74              | 12 mai 1999           | LINEAR     |
| (38162) 1999 JB77  | 1999 JB77              | 12 mai 1999           | LINEAR     |
| (38163) 1999 JP77  | 1999 JP77              | 12 mai 1999           | LINEAR     |
| (38164) 1999 JB78  | 1999 JB78              | 12 mai 1999           | LINEAR     |
| (38165) 1999 JQ80  | 1999 JQ80              | 12 mai 1999           | LINEAR     |
| (38166) 1999 JV84  | 1999 JV84              | 13 mai 1999           | LINEAR     |
| (38167) 1999 JU88  | 1999 JU88              | 12 mai 1999           | LINEAR     |
| (38168) 1999 JZ91  | 1999 JZ91              | 12 mai 1999           | LINEAR     |
| (38169) 1999 JE98  | 1999 JE98              | 12 mai 1999           | LINEAR     |
| (38170) 1999 JR98  | 1999 JR98              | 12 mai 1999           | LINEAR     |
| (38171) 1999 JM103 | 1999 JM103             | 13 mai 1999           | LINEAR     |
| (38172) 1999 JR107 | 1999 JR107             | 13 mai 1999           | LINEAR     |
| (38173) 1999 JZ112 | 1999 JZ112             | 13 mai 1999           | LINEAR     |
| (38174) 1999 JA113 | 1999 JA113             | 13 mai 1999           | LINEAR     |
| (38175) 1999 JQ118 | 1999 JQ118             | 13 mai 1999           | LINEAR     |
| (38176) 1999 JR119 | 1999 JR119             | 13 mai 1999           | LINEAR     |
| (38177) 1999 JY120 | 1999 JY120             | 13 mai 1999           | LINEAR     |
| (38178) 1999 JA122 | 1999 JA122             | 13 mai 1999           | LINEAR     |
| (38179) 1999 JV122 | 1999 JV122             | 13 mai 1999           | LINEAR     |
| (38180) 1999 JR123 | 1999 JR123             | 13 mai 1999           | LINEAR     |
| (38181) 1999 JG124 | 1999 JG124             | 15 mai 1999           | LINEAR     |
| (38182) 1999 JG125 | 1999 JG125             | 10 mai 1999           | LINEAR     |
| (38183) 1999 JM125 | 1999 JM125             | 10 mai 1999           | LINEAR     |
| (38184) 1999 KF    | 1999 KF                | 16 mai 1999           | Spacewatch |
| (38185) 1999 KJ    | 1999 KJ                | 16 mai 1999           | Spacewatch |
| (38186) 1999 KV    | 1999 KV                | 17 mai 1999           | CSS        |
| (38187) 1999 KH7   | 1999 KH7               | 17 mai 1999           | LINEAR     |
| (38188) 1999 KX11  | 1999 KX11              | 18 mai 1999           | LINEAR     |
| (38189) 1999 KT14  | 1999 KT14              | 18 mai 1999           | LINEAR     |
| (38190) 1999 KU14  | 1999 KU14              | 18 mai 1999           | LINEAR     |
| (38191) 1999 KF15  | 1999 KF15              | 18 mai 1999           | LINEAR     |
| (38192) 1999 LP6   | 1999 LP6               | 7 juin 1999           | Spacewatch |
| (38193) 1999 LB8   | 1999 LB8               | 8 juin 1999           | LINEAR     |
| (38194) 1999 LS13  | 1999 LS13              | 9 juin 1999           | LINEAR     |
| (38195) 1999 LD14  | 1999 LD14              | 9 juin 1999           | LINEAR     |
| (38196) 1999 LQ15  | 1999 LQ15              | 12 juin 1999          | LINEAR     |
| (38197) 1999 LC19  | 1999 LC19              | 9 juin 1999           | LINEAR     |
| (38198) 1999 LM19  | 1999 LM19              | 9 juin 1999           | LINEAR     |
| (38199) 1999 LO24  | 1999 LO24              | 9 juin 1999           | LINEAR     |
| (38200) 1999 LR26  | 1999 LR26              | 9 juin 1999           | LINEAR     |

## 38201-38300
| Nom                  | Désignation provisoire | Date de la découverte | Découvreur              |
| -------------------- | ---------------------- | --------------------- | ----------------------- |
| (38201) 1999 LF27    | 1999 LF27              | 9 juin 1999           | LINEAR                  |
| (38202) 1999 LM33    | 1999 LM33              | 10 juin 1999          | NEAT                    |
| (38203) Sanner       | 1999 MJ                | 19 juin 1999          | J. Medkeff, D. Healy    |
| (38204) 1999 MT      | 1999 MT                | 16 juin 1999          | K. Korlević             |
| (38205) 1999 MH1     | 1999 MH1               | 20 juin 1999          | LONEOS                  |
| (38206) 1999 ML1     | 1999 ML1               | 20 juin 1999          | LONEOS                  |
| (38207) 1999 MM1     | 1999 MM1               | 20 juin 1999          | LONEOS                  |
| (38208) 1999 MO1     | 1999 MO1               | 20 juin 1999          | LONEOS                  |
| (38209) 1999 NE      | 1999 NE                | 4 juillet 1999        | F. B. Zoltowski         |
| (38210) 1999 NP4     | 1999 NP4               | 13 juillet 1999       | J. Broughton            |
| (38211) 1999 NV4     | 1999 NV4               | 12 juillet 1999       | K. Korlević             |
| (38212) 1999 NM5     | 1999 NM5               | 13 juillet 1999       | LINEAR                  |
| (38213) 1999 NU6     | 1999 NU6               | 13 juillet 1999       | LINEAR                  |
| (38214) 1999 NA8     | 1999 NA8               | 13 juillet 1999       | LINEAR                  |
| (38215) 1999 NX9     | 1999 NX9               | 13 juillet 1999       | LINEAR                  |
| (38216) 1999 NP10    | 1999 NP10              | 13 juillet 1999       | LINEAR                  |
| (38217) 1999 NB12    | 1999 NB12              | 13 juillet 1999       | LINEAR                  |
| (38218) 1999 NY13    | 1999 NY13              | 14 juillet 1999       | LINEAR                  |
| (38219) 1999 NW19    | 1999 NW19              | 14 juillet 1999       | LINEAR                  |
| (38220) 1999 NV23    | 1999 NV23              | 14 juillet 1999       | LINEAR                  |
| (38221) 1999 NB28    | 1999 NB28              | 14 juillet 1999       | LINEAR                  |
| (38222) 1999 NP31    | 1999 NP31              | 14 juillet 1999       | LINEAR                  |
| (38223) 1999 NG38    | 1999 NG38              | 14 juillet 1999       | LINEAR                  |
| (38224) 1999 NC41    | 1999 NC41              | 14 juillet 1999       | LINEAR                  |
| (38225) 1999 NT48    | 1999 NT48              | 13 juillet 1999       | LINEAR                  |
| (38226) 1999 NG50    | 1999 NG50              | 13 juillet 1999       | LINEAR                  |
| (38227) 1999 NJ50    | 1999 NJ50              | 13 juillet 1999       | LINEAR                  |
| (38228) 1999 NH52    | 1999 NH52              | 12 juillet 1999       | LINEAR                  |
| (38229) 1999 NG53    | 1999 NG53              | 12 juillet 1999       | LINEAR                  |
| (38230) 1999 NP53    | 1999 NP53              | 12 juillet 1999       | LINEAR                  |
| (38231) 1999 NF54    | 1999 NF54              | 12 juillet 1999       | LINEAR                  |
| (38232) 1999 NW55    | 1999 NW55              | 12 juillet 1999       | LINEAR                  |
| (38233) 1999 NS57    | 1999 NS57              | 13 juillet 1999       | LINEAR                  |
| (38234) 1999 NA59    | 1999 NA59              | 13 juillet 1999       | LINEAR                  |
| (38235) 1999 NJ63    | 1999 NJ63              | 14 juillet 1999       | LINEAR                  |
| (38236) 1999 NC64    | 1999 NC64              | 14 juillet 1999       | LINEAR                  |
| (38237) Roche        | 1999 OF                | 16 juillet 1999       | Pises                   |
| (38238) Holíč        | 1999 OW                | 18 juillet 1999       | Š. Gajdoš, D. Kalmancok |
| (38239) 1999 OR3     | 1999 OR3               | 27 juillet 1999       | LINEAR                  |
| (38240) 1999 PB1     | 1999 PB1               | 8 août 1999           | L. Šarounová            |
| (38241) 1999 PU1     | 1999 PU1               | 9 août 1999           | J. Broughton            |
| (38242) 1999 PB2     | 1999 PB2               | 10 août 1999          | J. Broughton            |
| (38243) 1999 PB4     | 1999 PB4               | 13 août 1999          | J. Broughton            |
| (38244) 1999 PD4     | 1999 PD4               | 13 août 1999          | J. Broughton            |
| (38245) Marcospontes | 1999 PF4               | 12 août 1999          | C. Jacques, L. Duczmal  |
| (38246) Palupín      | 1999 PL4               | 14 août 1999          | J. Tichá, M. Tichý      |
| (38247) 1999 QE      | 1999 QE                | 18 août 1999          | S. Donati               |
| (38248) 1999 QX      | 1999 QX                | 17 août 1999          | Spacewatch              |
| (38249) 1999 QJ2     | 1999 QJ2               | 24 août 1999          | G. Bell                 |
| (38250) Tartois      | 1999 QS2               | 31 août 1999          | René Roy                |
| (38251) 1999 RY      | 1999 RY                | 4 septembre 1999      | CSS                     |
| (38252) 1999 RM6     | 1999 RM6               | 3 septembre 1999      | Spacewatch              |
| (38253) 1999 RM9     | 1999 RM9               | 4 septembre 1999      | Spacewatch              |
| (38254) 1999 RV9     | 1999 RV9               | 6 septembre 1999      | Spacewatch              |
| (38255) 1999 RH10    | 1999 RH10              | 7 septembre 1999      | LINEAR                  |
| (38256) 1999 RH12    | 1999 RH12              | 7 septembre 1999      | LINEAR                  |
| (38257) 1999 RC13    | 1999 RC13              | 7 septembre 1999      | LINEAR                  |
| (38258) 1999 RD14    | 1999 RD14              | 7 septembre 1999      | LINEAR                  |
| (38259) 1999 RR14    | 1999 RR14              | 7 septembre 1999      | LINEAR                  |
| (38260) 1999 RK15    | 1999 RK15              | 7 septembre 1999      | LINEAR                  |
| (38261) 1999 RY16    | 1999 RY16              | 7 septembre 1999      | LINEAR                  |
| (38262) 1999 RB20    | 1999 RB20              | 7 septembre 1999      | LINEAR                  |
| (38263) 1999 RC20    | 1999 RC20              | 7 septembre 1999      | LINEAR                  |
| (38264) 1999 RC22    | 1999 RC22              | 7 septembre 1999      | LINEAR                  |
| (38265) 1999 RT22    | 1999 RT22              | 7 septembre 1999      | LINEAR                  |
| (38266) 1999 RH23    | 1999 RH23              | 7 septembre 1999      | LINEAR                  |
| (38267) 1999 RB26    | 1999 RB26              | 7 septembre 1999      | LINEAR                  |
| (38268) Zenkert      | 1999 RV32              | 9 septembre 1999      | A. Knöfel               |
| (38269) Gueymard     | 1999 RN33              | 10 septembre 1999     | W. G. Dillon, K. Rivich |
| (38270) Wettzell     | 1999 RJ35              | 11 septembre 1999     | Starkenburg             |
| (38271) 1999 RW35    | 1999 RW35              | 12 septembre 1999     | M. Wolf, P. Pravec      |
| (38272) 1999 RW41    | 1999 RW41              | 13 septembre 1999     | K. Korlević             |
| (38273) 1999 RN42    | 1999 RN42              | 14 septembre 1999     | K. Korlević             |
| (38274) 1999 RR44    | 1999 RR44              | 14 septembre 1999     | K. Korlević             |
| (38275) 1999 RH48    | 1999 RH48              | 7 septembre 1999      | LINEAR                  |
| (38276) 1999 RH49    | 1999 RH49              | 7 septembre 1999      | LINEAR                  |
| (38277) 1999 RP49    | 1999 RP49              | 7 septembre 1999      | LINEAR                  |
| (38278) 1999 RD51    | 1999 RD51              | 7 septembre 1999      | LINEAR                  |
| (38279) 1999 RU51    | 1999 RU51              | 7 septembre 1999      | LINEAR                  |
| (38280) 1999 RO52    | 1999 RO52              | 7 septembre 1999      | LINEAR                  |
| (38281) 1999 RP52    | 1999 RP52              | 7 septembre 1999      | LINEAR                  |
| (38282) 1999 RM56    | 1999 RM56              | 7 septembre 1999      | LINEAR                  |
| (38283) 1999 RK59    | 1999 RK59              | 7 septembre 1999      | LINEAR                  |
| (38284) 1999 RD60    | 1999 RD60              | 7 septembre 1999      | LINEAR                  |
| (38285) 1999 RS61    | 1999 RS61              | 7 septembre 1999      | LINEAR                  |
| (38286) 1999 RP62    | 1999 RP62              | 7 septembre 1999      | LINEAR                  |
| (38287) 1999 RQ64    | 1999 RQ64              | 7 septembre 1999      | LINEAR                  |
| (38288) 1999 RZ68    | 1999 RZ68              | 7 septembre 1999      | LINEAR                  |
| (38289) 1999 RM70    | 1999 RM70              | 7 septembre 1999      | LINEAR                  |
| (38290) 1999 RY71    | 1999 RY71              | 7 septembre 1999      | LINEAR                  |
| (38291) 1999 RG74    | 1999 RG74              | 7 septembre 1999      | LINEAR                  |
| (38292) 1999 RA77    | 1999 RA77              | 7 septembre 1999      | LINEAR                  |
| (38293) 1999 RK85    | 1999 RK85              | 7 septembre 1999      | LINEAR                  |
| (38294) 1999 RM85    | 1999 RM85              | 7 septembre 1999      | LINEAR                  |
| (38295) 1999 RA87    | 1999 RA87              | 7 septembre 1999      | LINEAR                  |
| (38296) 1999 RD87    | 1999 RD87              | 7 septembre 1999      | LINEAR                  |
| (38297) 1999 RE87    | 1999 RE87              | 7 septembre 1999      | LINEAR                  |
| (38298) 1999 RD88    | 1999 RD88              | 7 septembre 1999      | LINEAR                  |
| (38299) 1999 RK88    | 1999 RK88              | 7 septembre 1999      | LINEAR                  |
| (38300) 1999 RF90    | 1999 RF90              | 7 septembre 1999      | LINEAR                  |

## 38301-38400
| Nom                | Désignation provisoire | Date de la découverte | Découvreur |
| ------------------ | ---------------------- | --------------------- | ---------- |
| (38301) 1999 RH92  | 1999 RH92              | 7 septembre 1999      | LINEAR     |
| (38302) 1999 RL92  | 1999 RL92              | 7 septembre 1999      | LINEAR     |
| (38303) 1999 RB93  | 1999 RB93              | 7 septembre 1999      | LINEAR     |
| (38304) 1999 RJ93  | 1999 RJ93              | 7 septembre 1999      | LINEAR     |
| (38305) 1999 RM96  | 1999 RM96              | 7 septembre 1999      | LINEAR     |
| (38306) 1999 RB99  | 1999 RB99              | 7 septembre 1999      | LINEAR     |
| (38307) 1999 RM102 | 1999 RM102             | 8 septembre 1999      | LINEAR     |
| (38308) 1999 RY102 | 1999 RY102             | 8 septembre 1999      | LINEAR     |
| (38309) 1999 RP103 | 1999 RP103             | 8 septembre 1999      | LINEAR     |
| (38310) 1999 RH105 | 1999 RH105             | 8 septembre 1999      | LINEAR     |
| (38311) 1999 RV106 | 1999 RV106             | 8 septembre 1999      | LINEAR     |
| (38312) 1999 RO107 | 1999 RO107             | 8 septembre 1999      | LINEAR     |
| (38313) 1999 RV111 | 1999 RV111             | 9 septembre 1999      | LINEAR     |
| (38314) 1999 RR112 | 1999 RR112             | 9 septembre 1999      | LINEAR     |
| (38315) 1999 RS112 | 1999 RS112             | 9 septembre 1999      | LINEAR     |
| (38316) 1999 RB113 | 1999 RB113             | 9 septembre 1999      | LINEAR     |
| (38317) 1999 RJ115 | 1999 RJ115             | 9 septembre 1999      | LINEAR     |
| (38318) 1999 RM116 | 1999 RM116             | 9 septembre 1999      | LINEAR     |
| (38319) 1999 RG117 | 1999 RG117             | 9 septembre 1999      | LINEAR     |
| (38320) 1999 RT120 | 1999 RT120             | 9 septembre 1999      | LINEAR     |
| (38321) 1999 RQ121 | 1999 RQ121             | 9 septembre 1999      | LINEAR     |
| (38322) 1999 RU126 | 1999 RU126             | 9 septembre 1999      | LINEAR     |
| (38323) 1999 RB127 | 1999 RB127             | 9 septembre 1999      | LINEAR     |
| (38324) 1999 RA128 | 1999 RA128             | 9 septembre 1999      | LINEAR     |
| (38325) 1999 RD128 | 1999 RD128             | 9 septembre 1999      | LINEAR     |
| (38326) 1999 RU128 | 1999 RU128             | 9 septembre 1999      | LINEAR     |
| (38327) 1999 RX128 | 1999 RX128             | 9 septembre 1999      | LINEAR     |
| (38328) 1999 RZ128 | 1999 RZ128             | 9 septembre 1999      | LINEAR     |
| (38329) 1999 RO129 | 1999 RO129             | 9 septembre 1999      | LINEAR     |
| (38330) 1999 RN130 | 1999 RN130             | 9 septembre 1999      | LINEAR     |
| (38331) 1999 RT130 | 1999 RT130             | 9 septembre 1999      | LINEAR     |
| (38332) 1999 RF131 | 1999 RF131             | 9 septembre 1999      | LINEAR     |
| (38333) 1999 RE132 | 1999 RE132             | 9 septembre 1999      | LINEAR     |
| (38334) 1999 RK133 | 1999 RK133             | 9 septembre 1999      | LINEAR     |
| (38335) 1999 RN134 | 1999 RN134             | 9 septembre 1999      | LINEAR     |
| (38336) 1999 RZ134 | 1999 RZ134             | 9 septembre 1999      | LINEAR     |
| (38337) 1999 RP136 | 1999 RP136             | 9 septembre 1999      | LINEAR     |
| (38338) 1999 RA137 | 1999 RA137             | 9 septembre 1999      | LINEAR     |
| (38339) 1999 RH137 | 1999 RH137             | 9 septembre 1999      | LINEAR     |
| (38340) 1999 RO137 | 1999 RO137             | 9 septembre 1999      | LINEAR     |
| (38341) 1999 RB139 | 1999 RB139             | 9 septembre 1999      | LINEAR     |
| (38342) 1999 RT139 | 1999 RT139             | 9 septembre 1999      | LINEAR     |
| (38343) 1999 RG140 | 1999 RG140             | 9 septembre 1999      | LINEAR     |
| (38344) 1999 RS140 | 1999 RS140             | 9 septembre 1999      | LINEAR     |
| (38345) 1999 RO141 | 1999 RO141             | 9 septembre 1999      | LINEAR     |
| (38346) 1999 RL143 | 1999 RL143             | 9 septembre 1999      | LINEAR     |
| (38347) 1999 RS143 | 1999 RS143             | 9 septembre 1999      | LINEAR     |
| (38348) 1999 RQ145 | 1999 RQ145             | 9 septembre 1999      | LINEAR     |
| (38349) 1999 RJ149 | 1999 RJ149             | 9 septembre 1999      | LINEAR     |
| (38350) 1999 RS149 | 1999 RS149             | 9 septembre 1999      | LINEAR     |
| (38351) 1999 RQ150 | 1999 RQ150             | 9 septembre 1999      | LINEAR     |
| (38352) 1999 RF151 | 1999 RF151             | 9 septembre 1999      | LINEAR     |
| (38353) 1999 RL151 | 1999 RL151             | 9 septembre 1999      | LINEAR     |
| (38354) 1999 RM151 | 1999 RM151             | 9 septembre 1999      | LINEAR     |
| (38355) 1999 RB152 | 1999 RB152             | 9 septembre 1999      | LINEAR     |
| (38356) 1999 RS152 | 1999 RS152             | 9 septembre 1999      | LINEAR     |
| (38357) 1999 RE154 | 1999 RE154             | 9 septembre 1999      | LINEAR     |
| (38358) 1999 RG154 | 1999 RG154             | 9 septembre 1999      | LINEAR     |
| (38359) 1999 RJ154 | 1999 RJ154             | 9 septembre 1999      | LINEAR     |
| (38360) 1999 RM154 | 1999 RM154             | 9 septembre 1999      | LINEAR     |
| (38361) 1999 RY154 | 1999 RY154             | 9 septembre 1999      | LINEAR     |
| (38362) 1999 RW155 | 1999 RW155             | 9 septembre 1999      | LINEAR     |
| (38363) 1999 RS156 | 1999 RS156             | 9 septembre 1999      | LINEAR     |
| (38364) 1999 RT157 | 1999 RT157             | 9 septembre 1999      | LINEAR     |
| (38365) 1999 RE158 | 1999 RE158             | 9 septembre 1999      | LINEAR     |
| (38366) 1999 RF158 | 1999 RF158             | 9 septembre 1999      | LINEAR     |
| (38367) 1999 RZ162 | 1999 RZ162             | 9 septembre 1999      | LINEAR     |
| (38368) 1999 RQ164 | 1999 RQ164             | 9 septembre 1999      | LINEAR     |
| (38369) 1999 RX164 | 1999 RX164             | 9 septembre 1999      | LINEAR     |
| (38370) 1999 RB165 | 1999 RB165             | 9 septembre 1999      | LINEAR     |
| (38371) 1999 RO167 | 1999 RO167             | 9 septembre 1999      | LINEAR     |
| (38372) 1999 RK168 | 1999 RK168             | 9 septembre 1999      | LINEAR     |
| (38373) 1999 RG172 | 1999 RG172             | 9 septembre 1999      | LINEAR     |
| (38374) 1999 RY172 | 1999 RY172             | 9 septembre 1999      | LINEAR     |
| (38375) 1999 RC173 | 1999 RC173             | 9 septembre 1999      | LINEAR     |
| (38376) 1999 RH174 | 1999 RH174             | 9 septembre 1999      | LINEAR     |
| (38377) 1999 RM174 | 1999 RM174             | 9 septembre 1999      | LINEAR     |
| (38378) 1999 RK175 | 1999 RK175             | 9 septembre 1999      | LINEAR     |
| (38379) 1999 RQ175 | 1999 RQ175             | 9 septembre 1999      | LINEAR     |
| (38380) 1999 RR175 | 1999 RR175             | 9 septembre 1999      | LINEAR     |
| (38381) 1999 RV175 | 1999 RV175             | 9 septembre 1999      | LINEAR     |
| (38382) 1999 RZ175 | 1999 RZ175             | 9 septembre 1999      | LINEAR     |
| (38383) 1999 RF176 | 1999 RF176             | 9 septembre 1999      | LINEAR     |
| (38384) 1999 RX180 | 1999 RX180             | 9 septembre 1999      | LINEAR     |
| (38385) 1999 RT181 | 1999 RT181             | 9 septembre 1999      | LINEAR     |
| (38386) 1999 RH182 | 1999 RH182             | 9 septembre 1999      | LINEAR     |
| (38387) 1999 RB184 | 1999 RB184             | 9 septembre 1999      | LINEAR     |
| (38388) 1999 RG186 | 1999 RG186             | 9 septembre 1999      | LINEAR     |
| (38389) 1999 RJ187 | 1999 RJ187             | 9 septembre 1999      | LINEAR     |
| (38390) 1999 RO187 | 1999 RO187             | 9 septembre 1999      | LINEAR     |
| (38391) 1999 RD188 | 1999 RD188             | 9 septembre 1999      | LINEAR     |
| (38392) 1999 RQ189 | 1999 RQ189             | 9 septembre 1999      | LINEAR     |
| (38393) 1999 RD191 | 1999 RD191             | 11 septembre 1999     | LINEAR     |
| (38394) 1999 RY192 | 1999 RY192             | 13 septembre 1999     | LINEAR     |
| (38395) 1999 RR193 | 1999 RR193             | 15 septembre 1999     | Spacewatch |
| (38396) 1999 RU193 | 1999 RU193             | 7 septembre 1999      | LINEAR     |
| (38397) 1999 RY193 | 1999 RY193             | 7 septembre 1999      | LINEAR     |
| (38398) 1999 RC195 | 1999 RC195             | 8 septembre 1999      | LINEAR     |
| (38399) 1999 RO196 | 1999 RO196             | 8 septembre 1999      | LINEAR     |
| (38400) 1999 RX196 | 1999 RX196             | 8 septembre 1999      | LINEAR     |

## 38401-38500
| Nom                    | Désignation provisoire | Date de la découverte | Découvreur                  |
| ---------------------- | ---------------------- | --------------------- | --------------------------- |
| (38401) 1999 RJ197     | 1999 RJ197             | 8 septembre 1999      | LINEAR                      |
| (38402) 1999 RP197     | 1999 RP197             | 8 septembre 1999      | LINEAR                      |
| (38403) 1999 RU197     | 1999 RU197             | 8 septembre 1999      | LINEAR                      |
| (38404) 1999 RF202     | 1999 RF202             | 8 septembre 1999      | LINEAR                      |
| (38405) 1999 RS202     | 1999 RS202             | 8 septembre 1999      | LINEAR                      |
| (38406) 1999 RS203     | 1999 RS203             | 8 septembre 1999      | LINEAR                      |
| (38407) 1999 RF204     | 1999 RF204             | 8 septembre 1999      | LINEAR                      |
| (38408) 1999 RN204     | 1999 RN204             | 8 septembre 1999      | LINEAR                      |
| (38409) 1999 RK205     | 1999 RK205             | 8 septembre 1999      | LINEAR                      |
| (38410) 1999 RT208     | 1999 RT208             | 8 septembre 1999      | LINEAR                      |
| (38411) 1999 RQ210     | 1999 RQ210             | 8 septembre 1999      | LINEAR                      |
| (38412) 1999 RX210     | 1999 RX210             | 8 septembre 1999      | LINEAR                      |
| (38413) 1999 RY211     | 1999 RY211             | 8 septembre 1999      | LINEAR                      |
| (38414) 1999 RT213     | 1999 RT213             | 13 septembre 1999     | Spacewatch                  |
| (38415) 1999 RU213     | 1999 RU213             | 13 septembre 1999     | Spacewatch                  |
| (38416) 1999 RV213     | 1999 RV213             | 13 septembre 1999     | Spacewatch                  |
| (38417) 1999 RN218     | 1999 RN218             | 4 septembre 1999      | CSS                         |
| (38418) 1999 RW218     | 1999 RW218             | 5 septembre 1999      | Spacewatch                  |
| (38419) 1999 RX219     | 1999 RX219             | 4 septembre 1999      | CSS                         |
| (38420) 1999 RV221     | 1999 RV221             | 5 septembre 1999      | CSS                         |
| (38421) 1999 RZ221     | 1999 RZ221             | 6 septembre 1999      | CSS                         |
| (38422) 1999 RJ226     | 1999 RJ226             | 4 septembre 1999      | LONEOS                      |
| (38423) Jeokjungchogye | 1999 RS226             | 5 septembre 1999      | CSS                         |
| (38424) 1999 RU228     | 1999 RU228             | 5 septembre 1999      | CSS                         |
| (38425) 1999 RO230     | 1999 RO230             | 8 septembre 1999      | CSS                         |
| (38426) 1999 RT230     | 1999 RT230             | 8 septembre 1999      | CSS                         |
| (38427) 1999 RB231     | 1999 RB231             | 8 septembre 1999      | CSS                         |
| (38428) 1999 RQ231     | 1999 RQ231             | 9 septembre 1999      | LONEOS                      |
| (38429) 1999 RX231     | 1999 RX231             | 9 septembre 1999      | LONEOS                      |
| (38430) 1999 RG232     | 1999 RG232             | 9 septembre 1999      | LONEOS                      |
| (38431) Jeffbeck       | 1999 RR232             | 8 septembre 1999      | CSS                         |
| (38432) 1999 RU235     | 1999 RU235             | 8 septembre 1999      | CSS                         |
| (38433) 1999 RL236     | 1999 RL236             | 8 septembre 1999      | CSS                         |
| (38434) 1999 RX236     | 1999 RX236             | 8 septembre 1999      | CSS                         |
| (38435) 1999 RA241     | 1999 RA241             | 11 septembre 1999     | LONEOS                      |
| (38436) 1999 RS241     | 1999 RS241             | 14 septembre 1999     | CSS                         |
| (38437) 1999 RV242     | 1999 RV242             | 4 septembre 1999      | LONEOS                      |
| (38438) 1999 RC249     | 1999 RC249             | 7 septembre 1999      | LINEAR                      |
| (38439) 1999 SQ4       | 1999 SQ4               | 29 septembre 1999     | K. Korlević                 |
| (38440) 1999 SA5       | 1999 SA5               | 29 septembre 1999     | LINEAR                      |
| (38441) 1999 SN6       | 1999 SN6               | 30 septembre 1999     | LINEAR                      |
| (38442) Szilárd        | 1999 SU6               | 24 septembre 1999     | JAS, K. Sárneczky, G. Szabó |
| (38443) 1999 SM7       | 1999 SM7               | 29 septembre 1999     | LINEAR                      |
| (38444) 1999 SY9       | 1999 SY9               | 29 septembre 1999     | F. B. Zoltowski             |
| (38445) 1999 SB12      | 1999 SB12              | 30 septembre 1999     | CSS                         |
| (38446) 1999 SK17      | 1999 SK17              | 30 septembre 1999     | LINEAR                      |
| (38447) 1999 SO18      | 1999 SO18              | 30 septembre 1999     | LINEAR                      |
| (38448) 1999 SS18      | 1999 SS18              | 30 septembre 1999     | LINEAR                      |
| (38449) 1999 SM22      | 1999 SM22              | 30 septembre 1999     | Spacewatch                  |
| (38450) 1999 TH        | 1999 TH                | 2 octobre 1999        | P. G. Comba                 |
| (38451) 1999 TU        | 1999 TU                | 1er octobre 1999      | K. Korlević                 |
| (38452) 1999 TE1       | 1999 TE1               | 1er octobre 1999      | K. Korlević                 |
| (38453) 1999 TU1       | 1999 TU1               | 1er octobre 1999      | K. Korlević                 |
| (38454) Boroson        | 1999 TB2               | 2 octobre 1999        | C. W. Juels                 |
| (38455) 1999 TK3       | 1999 TK3               | 4 octobre 1999        | P. G. Comba                 |
| (38456) 1999 TO6       | 1999 TO6               | 6 octobre 1999        | K. Korlević, M. Jurić       |
| (38457) 1999 TJ9       | 1999 TJ9               | 7 octobre 1999        | K. Korlević, M. Jurić       |
| (38458) 1999 TP12      | 1999 TP12              | 12 octobre 1999       | P. G. Comba                 |
| (38459) 1999 TX12      | 1999 TX12              | 10 octobre 1999       | C. W. Juels                 |
| (38460) 1999 TH13      | 1999 TH13              | 7 octobre 1999        | K. Korlević, M. Jurić       |
| (38461) Jiřítrnka      | 1999 TR17              | 15 octobre 1999       | P. Pravec                   |
| (38462) 1999 TL21      | 1999 TL21              | 12 octobre 1999       | W. Bickel                   |
| (38463) 1999 TM22      | 1999 TM22              | 3 octobre 1999        | Spacewatch                  |
| (38464) 1999 TZ24      | 1999 TZ24              | 2 octobre 1999        | LINEAR                      |
| (38465) 1999 TL28      | 1999 TL28              | 4 octobre 1999        | LINEAR                      |
| (38466) 1999 TU29      | 1999 TU29              | 4 octobre 1999        | LINEAR                      |
| (38467) 1999 TW33      | 1999 TW33              | 4 octobre 1999        | LINEAR                      |
| (38468) 1999 TD34      | 1999 TD34              | 5 octobre 1999        | LINEAR                      |
| (38469) 1999 TN34      | 1999 TN34              | 2 octobre 1999        | LINEAR                      |
| (38470) Deleflie       | 1999 TL36              | 12 octobre 1999       | LONEOS                      |
| (38471) 1999 TH39      | 1999 TH39              | 3 octobre 1999        | CSS                         |
| (38472) 1999 TJ51      | 1999 TJ51              | 4 octobre 1999        | Spacewatch                  |
| (38473) 1999 TA85      | 1999 TA85              | 14 octobre 1999       | Spacewatch                  |
| (38474) 1999 TS88      | 1999 TS88              | 2 octobre 1999        | LINEAR                      |
| (38475) 1999 TT89      | 1999 TT89              | 2 octobre 1999        | LINEAR                      |
| (38476) 1999 TA91      | 1999 TA91              | 2 octobre 1999        | LINEAR                      |
| (38477) 1999 TR92      | 1999 TR92              | 2 octobre 1999        | LINEAR                      |
| (38478) 1999 TX94      | 1999 TX94              | 2 octobre 1999        | LINEAR                      |
| (38479) 1999 TK95      | 1999 TK95              | 2 octobre 1999        | LINEAR                      |
| (38480) 1999 TL99      | 1999 TL99              | 2 octobre 1999        | LINEAR                      |
| (38481) 1999 TX99      | 1999 TX99              | 2 octobre 1999        | LINEAR                      |
| (38482) 1999 TC100     | 1999 TC100             | 2 octobre 1999        | LINEAR                      |
| (38483) 1999 TW100     | 1999 TW100             | 2 octobre 1999        | LINEAR                      |
| (38484) 1999 TX100     | 1999 TX100             | 2 octobre 1999        | LINEAR                      |
| (38485) 1999 TQ102     | 1999 TQ102             | 2 octobre 1999        | LINEAR                      |
| (38486) 1999 TE108     | 1999 TE108             | 4 octobre 1999        | LINEAR                      |
| (38487) 1999 TL108     | 1999 TL108             | 4 octobre 1999        | LINEAR                      |
| (38488) 1999 TP113     | 1999 TP113             | 4 octobre 1999        | LINEAR                      |
| (38489) 1999 TB116     | 1999 TB116             | 4 octobre 1999        | LINEAR                      |
| (38490) 1999 TA117     | 1999 TA117             | 4 octobre 1999        | LINEAR                      |
| (38491) 1999 TO117     | 1999 TO117             | 4 octobre 1999        | LINEAR                      |
| (38492) 1999 TQ117     | 1999 TQ117             | 4 octobre 1999        | LINEAR                      |
| (38493) 1999 TT117     | 1999 TT117             | 4 octobre 1999        | LINEAR                      |
| (38494) 1999 TG119     | 1999 TG119             | 4 octobre 1999        | LINEAR                      |
| (38495) 1999 TP119     | 1999 TP119             | 4 octobre 1999        | LINEAR                      |
| (38496) 1999 TT120     | 1999 TT120             | 4 octobre 1999        | LINEAR                      |
| (38497) 1999 TK130     | 1999 TK130             | 6 octobre 1999        | LINEAR                      |
| (38498) 1999 TX148     | 1999 TX148             | 7 octobre 1999        | LINEAR                      |
| (38499) 1999 TT161     | 1999 TT161             | 9 octobre 1999        | LINEAR                      |
| (38500) 1999 TN165     | 1999 TN165             | 10 octobre 1999       | LINEAR                      |

## 38501-38600
| Nom                 | Désignation provisoire | Date de la découverte | Découvreur                           |
| ------------------- | ---------------------- | --------------------- | ------------------------------------ |
| (38501) 1999 TN170  | 1999 TN170             | 10 octobre 1999       | LINEAR                               |
| (38502) 1999 TC171  | 1999 TC171             | 10 octobre 1999       | LINEAR                               |
| (38503) 1999 TF186  | 1999 TF186             | 12 octobre 1999       | LINEAR                               |
| (38504) 1999 TO186  | 1999 TO186             | 12 octobre 1999       | LINEAR                               |
| (38505) 1999 TU190  | 1999 TU190             | 12 octobre 1999       | LINEAR                               |
| (38506) 1999 TB192  | 1999 TB192             | 12 octobre 1999       | LINEAR                               |
| (38507) 1999 TD192  | 1999 TD192             | 12 octobre 1999       | LINEAR                               |
| (38508) 1999 TR213  | 1999 TR213             | 15 octobre 1999       | LINEAR                               |
| (38509) 1999 TQ220  | 1999 TQ220             | 1er octobre 1999      | CSS                                  |
| (38510) 1999 TF221  | 1999 TF221             | 2 octobre 1999        | CSS                                  |
| (38511) 1999 TU230  | 1999 TU230             | 5 octobre 1999        | LONEOS                               |
| (38512) 1999 TU233  | 1999 TU233             | 3 octobre 1999        | LINEAR                               |
| (38513) 1999 TJ236  | 1999 TJ236             | 3 octobre 1999        | CSS                                  |
| (38514) 1999 TF238  | 1999 TF238             | 4 octobre 1999        | CSS                                  |
| (38515) 1999 TP245  | 1999 TP245             | 7 octobre 1999        | CSS                                  |
| (38516) 1999 TQ248  | 1999 TQ248             | 8 octobre 1999        | CSS                                  |
| (38517) 1999 TL249  | 1999 TL249             | 9 octobre 1999        | CSS                                  |
| (38518) 1999 TN252  | 1999 TN252             | 8 octobre 1999        | LINEAR                               |
| (38519) 1999 TB253  | 1999 TB253             | 9 octobre 1999        | LINEAR                               |
| (38520) 1999 TZ255  | 1999 TZ255             | 9 octobre 1999        | Spacewatch                           |
| (38521) 1999 TG262  | 1999 TG262             | 14 octobre 1999       | LINEAR                               |
| (38522) 1999 TA271  | 1999 TA271             | 3 octobre 1999        | LINEAR                               |
| (38523) 1999 TY279  | 1999 TY279             | 7 octobre 1999        | LINEAR                               |
| (38524) 1999 TS287  | 1999 TS287             | 10 octobre 1999       | LINEAR                               |
| (38525) 1999 TY288  | 1999 TY288             | 10 octobre 1999       | LINEAR                               |
| (38526) 1999 TB296  | 1999 TB296             | 1er octobre 1999      | CSS                                  |
| (38527) 1999 TJ315  | 1999 TJ315             | 9 octobre 1999        | LINEAR                               |
| (38528) 1999 UL4    | 1999 UL4               | 31 octobre 1999       | C. W. Juels                          |
| (38529) 1999 UR6    | 1999 UR6               | 29 octobre 1999       | Beijing Schmidt CCD Asteroid Program |
| (38530) 1999 UY14   | 1999 UY14              | 29 octobre 1999       | CSS                                  |
| (38531) 1999 UF15   | 1999 UF15              | 29 octobre 1999       | CSS                                  |
| (38532) 1999 UQ24   | 1999 UQ24              | 28 octobre 1999       | CSS                                  |
| (38533) 1999 UQ33   | 1999 UQ33              | 31 octobre 1999       | Spacewatch                           |
| (38534) 1999 UQ39   | 1999 UQ39              | 31 octobre 1999       | Spacewatch                           |
| (38535) 1999 UO42   | 1999 UO42              | 28 octobre 1999       | CSS                                  |
| (38536) 1999 UT42   | 1999 UT42              | 28 octobre 1999       | CSS                                  |
| (38537) 1999 UJ43   | 1999 UJ43              | 28 octobre 1999       | CSS                                  |
| (38538) 1999 UZ47   | 1999 UZ47              | 30 octobre 1999       | CSS                                  |
| (38539) 1999 UH52   | 1999 UH52              | 31 octobre 1999       | CSS                                  |
| (38540) Stevens     | 1999 VG2               | 5 novembre 1999       | D. S. Dixon                          |
| (38541) Rustichelli | 1999 VT6               | 7 novembre 1999       | Cavezzo                              |
| (38542) 1999 VD7    | 1999 VD7               | 7 novembre 1999       | K. Korlević                          |
| (38543) 1999 VW9    | 1999 VW9               | 9 novembre 1999       | C. W. Juels                          |
| (38544) 1999 VS21   | 1999 VS21              | 12 novembre 1999      | K. Korlević                          |
| (38545) 1999 VS27   | 1999 VS27              | 3 novembre 1999       | CSS                                  |
| (38546) 1999 VV32   | 1999 VV32              | 3 novembre 1999       | LINEAR                               |
| (38547) 1999 VN35   | 1999 VN35              | 3 novembre 1999       | LINEAR                               |
| (38548) 1999 VK47   | 1999 VK47              | 3 novembre 1999       | LINEAR                               |
| (38549) 1999 VG48   | 1999 VG48              | 3 novembre 1999       | LINEAR                               |
| (38550) 1999 VS53   | 1999 VS53              | 4 novembre 1999       | LINEAR                               |
| (38551) 1999 VD54   | 1999 VD54              | 4 novembre 1999       | LINEAR                               |
| (38552) 1999 VD66   | 1999 VD66              | 4 novembre 1999       | LINEAR                               |
| (38553) 1999 VU68   | 1999 VU68              | 4 novembre 1999       | LINEAR                               |
| (38554) 1999 VR78   | 1999 VR78              | 4 novembre 1999       | LINEAR                               |
| (38555) 1999 VG83   | 1999 VG83              | 1er novembre 1999     | Spacewatch                           |
| (38556) 1999 VP87   | 1999 VP87              | 5 novembre 1999       | LINEAR                               |
| (38557) 1999 VV92   | 1999 VV92              | 9 novembre 1999       | LINEAR                               |
| (38558) 1999 VM114  | 1999 VM114             | 9 novembre 1999       | CSS                                  |
| (38559) 1999 VC115  | 1999 VC115             | 9 novembre 1999       | CSS                                  |
| (38560) 1999 VC123  | 1999 VC123             | 5 novembre 1999       | Spacewatch                           |
| (38561) 1999 VA133  | 1999 VA133             | 10 novembre 1999      | Spacewatch                           |
| (38562) 1999 VG139  | 1999 VG139             | 10 novembre 1999      | Spacewatch                           |
| (38563) 1999 VW140  | 1999 VW140             | 10 novembre 1999      | Spacewatch                           |
| (38564) 1999 VB144  | 1999 VB144             | 11 novembre 1999      | CSS                                  |
| (38565) 1999 VY145  | 1999 VY145             | 12 novembre 1999      | LINEAR                               |
| (38566) 1999 VQ147  | 1999 VQ147             | 14 novembre 1999      | LINEAR                               |
| (38567) 1999 VZ161  | 1999 VZ161             | 14 novembre 1999      | LINEAR                               |
| (38568) 1999 VE184  | 1999 VE184             | 15 novembre 1999      | LINEAR                               |
| (38569) 1999 VO198  | 1999 VO198             | 3 novembre 1999       | CSS                                  |
| (38570) 1999 VH199  | 1999 VH199             | 2 novembre 1999       | CSS                                  |
| (38571) 1999 VH211  | 1999 VH211             | 14 novembre 1999      | CSS                                  |
| (38572) 1999 VU223  | 1999 VU223             | 5 novembre 1999       | LINEAR                               |
| (38573) 1999 WA1    | 1999 WA1               | 19 novembre 1999      | D. K. Chesney                        |
| (38574) 1999 WS4    | 1999 WS4               | 28 novembre 1999      | T. Kobayashi                         |
| (38575) 1999 XH2    | 1999 XH2               | 2 décembre 1999       | Spacewatch                           |
| (38576) 1999 XL3    | 1999 XL3               | 4 décembre 1999       | CSS                                  |
| (38577) 1999 XZ10   | 1999 XZ10              | 5 décembre 1999       | CSS                                  |
| (38578) 1999 XS11   | 1999 XS11              | 6 décembre 1999       | CSS                                  |
| (38579) 1999 XM15   | 1999 XM15              | 5 décembre 1999       | K. Korlević                          |
| (38580) 1999 XN17   | 1999 XN17              | 2 décembre 1999       | LINEAR                               |
| (38581) 1999 XQ17   | 1999 XQ17              | 2 décembre 1999       | LINEAR                               |
| (38582) 1999 XE37   | 1999 XE37              | 7 décembre 1999       | C. W. Juels                          |
| (38583) 1999 XX42   | 1999 XX42              | 7 décembre 1999       | LINEAR                               |
| (38584) 1999 XH47   | 1999 XH47              | 7 décembre 1999       | LINEAR                               |
| (38585) 1999 XD67   | 1999 XD67              | 7 décembre 1999       | LINEAR                               |
| (38586) 1999 XW70   | 1999 XW70              | 7 décembre 1999       | LINEAR                               |
| (38587) 1999 XO80   | 1999 XO80              | 7 décembre 1999       | LINEAR                               |
| (38588) 1999 XV91   | 1999 XV91              | 7 décembre 1999       | LINEAR                               |
| (38589) 1999 XV113  | 1999 XV113             | 11 décembre 1999      | LINEAR                               |
| (38590) 1999 XT115  | 1999 XT115             | 5 décembre 1999       | CSS                                  |
| (38591) 1999 XZ116  | 1999 XZ116             | 5 décembre 1999       | CSS                                  |
| (38592) 1999 XH162  | 1999 XH162             | 13 décembre 1999      | LINEAR                               |
| (38593) 1999 XF166  | 1999 XF166             | 10 décembre 1999      | LINEAR                               |
| (38594) 1999 XF193  | 1999 XF193             | 12 décembre 1999      | LINEAR                               |
| (38595) 1999 XD196  | 1999 XD196             | 12 décembre 1999      | LINEAR                               |
| (38596) 1999 XP199  | 1999 XP199             | 12 décembre 1999      | LINEAR                               |
| (38597) 1999 XU200  | 1999 XU200             | 12 décembre 1999      | LINEAR                               |
| (38598) 1999 XQ208  | 1999 XQ208             | 13 décembre 1999      | LINEAR                               |
| (38599) 1999 XC210  | 1999 XC210             | 13 décembre 1999      | LINEAR                               |
| (38600) 1999 XR213  | 1999 XR213             | 14 décembre 1999      | LINEAR                               |

## 38601-38700
| Nom                | Désignation provisoire | Date de la découverte | Découvreur             |
| ------------------ | ---------------------- | --------------------- | ---------------------- |
| (38601) 1999 XK229 | 1999 XK229             | 7 décembre 1999       | CSS                    |
| (38602) 1999 XW229 | 1999 XW229             | 7 décembre 1999       | CSS                    |
| (38603) 1999 XO242 | 1999 XO242             | 13 décembre 1999      | CSS                    |
| (38604) 1999 YJ4   | 1999 YJ4               | 27 décembre 1999      | G. Hug, G. Bell        |
| (38605) 1999 YV10  | 1999 YV10              | 27 décembre 1999      | Spacewatch             |
| (38606) 1999 YC13  | 1999 YC13              | 31 décembre 1999      | K. Korlević            |
| (38607) 2000 AN6   | 2000 AN6               | 4 janvier 2000        | P. G. Comba            |
| (38608) 2000 AW11  | 2000 AW11              | 3 janvier 2000        | LINEAR                 |
| (38609) 2000 AB26  | 2000 AB26              | 3 janvier 2000        | LINEAR                 |
| (38610) 2000 AU45  | 2000 AU45              | 3 janvier 2000        | LINEAR                 |
| (38611) 2000 AS74  | 2000 AS74              | 5 janvier 2000        | LINEAR                 |
| (38612) 2000 AA79  | 2000 AA79              | 5 janvier 2000        | LINEAR                 |
| (38613) 2000 AV110 | 2000 AV110             | 5 janvier 2000        | LINEAR                 |
| (38614) 2000 AA113 | 2000 AA113             | 5 janvier 2000        | LINEAR                 |
| (38615) 2000 AV121 | 2000 AV121             | 5 janvier 2000        | LINEAR                 |
| (38616) 2000 AS145 | 2000 AS145             | 7 janvier 2000        | LINEAR                 |
| (38617) 2000 AY161 | 2000 AY161             | 4 janvier 2000        | LINEAR                 |
| (38618) 2000 AH165 | 2000 AH165             | 8 janvier 2000        | LINEAR                 |
| (38619) 2000 AW183 | 2000 AW183             | 7 janvier 2000        | LINEAR                 |
| (38620) 2000 AQ186 | 2000 AQ186             | 8 janvier 2000        | LINEAR                 |
| (38621) 2000 AG201 | 2000 AG201             | 9 janvier 2000        | LINEAR                 |
| (38622) 2000 AZ230 | 2000 AZ230             | 4 janvier 2000        | LONEOS                 |
| (38623) 2000 AQ233 | 2000 AQ233             | 5 janvier 2000        | LINEAR                 |
| (38624) 2000 CD12  | 2000 CD12              | 2 février 2000        | LINEAR                 |
| (38625) 2000 CN12  | 2000 CN12              | 2 février 2000        | LINEAR                 |
| (38626) 2000 EZ97  | 2000 EZ97              | 12 mars 2000          | LINEAR                 |
| (38627) 2000 EV119 | 2000 EV119             | 11 mars 2000          | LONEOS                 |
| (38628) Huya       | 2000 EB173             | 10 mars 2000          | I. Ferrin              |
| (38629) 2000 ER173 | 2000 ER173             | 4 mars 2000           | LINEAR                 |
| (38630) 2000 GA93  | 2000 GA93              | 5 avril 2000          | LINEAR                 |
| (38631) 2000 KA31  | 2000 KA31              | 28 mai 2000           | LINEAR                 |
| (38632) 2000 KX36  | 2000 KX36              | 29 mai 2000           | LINEAR                 |
| (38633) 2000 LY13  | 2000 LY13              | 6 juin 2000           | LINEAR                 |
| (38634) 2000 LL18  | 2000 LL18              | 8 juin 2000           | LINEAR                 |
| (38635) 2000 LB21  | 2000 LB21              | 8 juin 2000           | LINEAR                 |
| (38636) Kitazato   | 2000 LM27              | 6 juin 2000           | LONEOS                 |
| (38637) 2000 LL35  | 2000 LL35              | 1er juin 2000         | Spacewatch             |
| (38638) 2000 NZ8   | 2000 NZ8               | 7 juillet 2000        | LINEAR                 |
| (38639) Samuels    | 2000 NJ16              | 5 juillet 2000        | LONEOS                 |
| (38640) Rau        | 2000 NO16              | 5 juillet 2000        | LONEOS                 |
| (38641) Philpott   | 2000 NX16              | 5 juillet 2000        | LONEOS                 |
| (38642) Breukers   | 2000 NY17              | 5 juillet 2000        | LONEOS                 |
| (38643) Scholten   | 2000 NZ19              | 5 juillet 2000        | LONEOS                 |
| (38644) 2000 NN21  | 2000 NN21              | 7 juillet 2000        | LINEAR                 |
| (38645) 2000 OT3   | 2000 OT3               | 24 juillet 2000       | LINEAR                 |
| (38646) 2000 OX4   | 2000 OX4               | 24 juillet 2000       | LINEAR                 |
| (38647) 2000 OW8   | 2000 OW8               | 31 juillet 2000       | LINEAR                 |
| (38648) 2000 OG11  | 2000 OG11              | 23 juillet 2000       | LINEAR                 |
| (38649) 2000 OX16  | 2000 OX16              | 23 juillet 2000       | LINEAR                 |
| (38650) 2000 ON17  | 2000 ON17              | 23 juillet 2000       | LINEAR                 |
| (38651) 2000 ON18  | 2000 ON18              | 23 juillet 2000       | LINEAR                 |
| (38652) 2000 OV20  | 2000 OV20              | 31 juillet 2000       | LINEAR                 |
| (38653) 2000 OT22  | 2000 OT22              | 31 juillet 2000       | LINEAR                 |
| (38654) 2000 OK27  | 2000 OK27              | 23 juillet 2000       | LINEAR                 |
| (38655) 2000 OX38  | 2000 OX38              | 30 juillet 2000       | LINEAR                 |
| (38656) 2000 OR45  | 2000 OR45              | 30 juillet 2000       | LINEAR                 |
| (38657) 2000 OO46  | 2000 OO46              | 31 juillet 2000       | LINEAR                 |
| (38658) 2000 ON48  | 2000 ON48              | 31 juillet 2000       | LINEAR                 |
| (38659) 2000 OS48  | 2000 OS48              | 31 juillet 2000       | LINEAR                 |
| (38660) 2000 OT48  | 2000 OT48              | 31 juillet 2000       | LINEAR                 |
| (38661) 2000 OC49  | 2000 OC49              | 31 juillet 2000       | LINEAR                 |
| (38662) 2000 OG49  | 2000 OG49              | 31 juillet 2000       | LINEAR                 |
| (38663) 2000 OK49  | 2000 OK49              | 31 juillet 2000       | LINEAR                 |
| (38664) 2000 OU50  | 2000 OU50              | 31 juillet 2000       | LINEAR                 |
| (38665) 2000 OC52  | 2000 OC52              | 31 juillet 2000       | LINEAR                 |
| (38666) 2000 OR52  | 2000 OR52              | 31 juillet 2000       | LINEAR                 |
| (38667) de Lignie  | 2000 OT56              | 29 juillet 2000       | LONEOS                 |
| (38668) 2000 PM    | 2000 PM                | 1er août 2000         | J. Broughton           |
| (38669) Michikawa  | 2000 PX3               | 3 août 2000           | BATTeRS                |
| (38670) 2000 PR6   | 2000 PR6               | 3 août 2000           | LINEAR                 |
| (38671) Verdaguer  | 2000 PZ6               | 7 août 2000           | J. Nomen               |
| (38672) 2000 PN7   | 2000 PN7               | 2 août 2000           | LINEAR                 |
| (38673) 2000 PC8   | 2000 PC8               | 3 août 2000           | LINEAR                 |
| (38674) Těšínsko   | 2000 PT8               | 9 août 2000           | L. Šarounová           |
| (38675) 2000 PT10  | 2000 PT10              | 1er août 2000         | LINEAR                 |
| (38676) 2000 PR15  | 2000 PR15              | 1er août 2000         | LINEAR                 |
| (38677) 2000 PD25  | 2000 PD25              | 3 août 2000           | LINEAR                 |
| (38678) 2000 PS26  | 2000 PS26              | 5 août 2000           | NEAT                   |
| (38679) 2000 QX    | 2000 QX                | 22 août 2000          | S. Sposetti            |
| (38680) 2000 QM2   | 2000 QM2               | 24 août 2000          | LINEAR                 |
| (38681) 2000 QK6   | 2000 QK6               | 24 août 2000          | Starkenburg            |
| (38682) 2000 QE7   | 2000 QE7               | 24 août 2000          | LINEAR                 |
| (38683) 2000 QQ7   | 2000 QQ7               | 25 août 2000          | LINEAR                 |
| (38684) Velehrad   | 2000 QK9               | 25 août 2000          | P. Pravec, P. Kušnirák |
| (38685) 2000 QP9   | 2000 QP9               | 26 août 2000          | P. Kušnirák, P. Pravec |
| (38686) 2000 QE10  | 2000 QE10              | 24 août 2000          | LINEAR                 |
| (38687) 2000 QT18  | 2000 QT18              | 24 août 2000          | LINEAR                 |
| (38688) 2000 QS23  | 2000 QS23              | 25 août 2000          | LINEAR                 |
| (38689) 2000 QS27  | 2000 QS27              | 24 août 2000          | LINEAR                 |
| (38690) 2000 QS29  | 2000 QS29              | 24 août 2000          | LINEAR                 |
| (38691) 2000 QY29  | 2000 QY29              | 25 août 2000          | LINEAR                 |
| (38692) 2000 QD30  | 2000 QD30              | 25 août 2000          | LINEAR                 |
| (38693) 2000 QB36  | 2000 QB36              | 24 août 2000          | LINEAR                 |
| (38694) 2000 QO46  | 2000 QO46              | 24 août 2000          | LINEAR                 |
| (38695) 2000 QQ50  | 2000 QQ50              | 24 août 2000          | LINEAR                 |
| (38696) 2000 QR58  | 2000 QR58              | 26 août 2000          | LINEAR                 |
| (38697) 2000 QM62  | 2000 QM62              | 28 août 2000          | LINEAR                 |
| (38698) 2000 QU63  | 2000 QU63              | 28 août 2000          | LINEAR                 |
| (38699) 2000 QX63  | 2000 QX63              | 28 août 2000          | LINEAR                 |
| (38700) 2000 QL65  | 2000 QL65              | 28 août 2000          | LINEAR                 |

## 38701-38800
| Nom                | Désignation provisoire | Date de la découverte | Découvreur   |
| ------------------ | ---------------------- | --------------------- | ------------ |
| (38701) 2000 QB66  | 2000 QB66              | 28 août 2000          | LINEAR       |
| (38702) 2000 QX66  | 2000 QX66              | 28 août 2000          | LINEAR       |
| (38703) 2000 QR72  | 2000 QR72              | 24 août 2000          | LINEAR       |
| (38704) 2000 QZ76  | 2000 QZ76              | 24 août 2000          | LINEAR       |
| (38705) 2000 QU80  | 2000 QU80              | 24 août 2000          | LINEAR       |
| (38706) 2000 QP83  | 2000 QP83              | 24 août 2000          | LINEAR       |
| (38707) 2000 QK89  | 2000 QK89              | 25 août 2000          | LINEAR       |
| (38708) 2000 QQ89  | 2000 QQ89              | 25 août 2000          | LINEAR       |
| (38709) 2000 QO90  | 2000 QO90              | 25 août 2000          | LINEAR       |
| (38710) 2000 QG97  | 2000 QG97              | 28 août 2000          | LINEAR       |
| (38711) 2000 QU97  | 2000 QU97              | 28 août 2000          | LINEAR       |
| (38712) 2000 QP103 | 2000 QP103             | 28 août 2000          | LINEAR       |
| (38713) 2000 QJ116 | 2000 QJ116             | 28 août 2000          | LINEAR       |
| (38714) 2000 QS116 | 2000 QS116             | 28 août 2000          | LINEAR       |
| (38715) 2000 QY120 | 2000 QY120             | 25 août 2000          | LINEAR       |
| (38716) 2000 QL121 | 2000 QL121             | 25 août 2000          | LINEAR       |
| (38717) 2000 QM121 | 2000 QM121             | 25 août 2000          | LINEAR       |
| (38718) 2000 QW121 | 2000 QW121             | 25 août 2000          | LINEAR       |
| (38719) 2000 QQ127 | 2000 QQ127             | 24 août 2000          | LINEAR       |
| (38720) 2000 QB128 | 2000 QB128             | 24 août 2000          | LINEAR       |
| (38721) 2000 QQ128 | 2000 QQ128             | 25 août 2000          | LINEAR       |
| (38722) 2000 QU128 | 2000 QU128             | 25 août 2000          | LINEAR       |
| (38723) 2000 QT129 | 2000 QT129             | 30 août 2000          | K. Korlević  |
| (38724) 2000 QW129 | 2000 QW129             | 31 août 2000          | J. Broughton |
| (38725) 2000 QD130 | 2000 QD130             | 31 août 2000          | LINEAR       |
| (38726) 2000 QQ131 | 2000 QQ131             | 24 août 2000          | LINEAR       |
| (38727) 2000 QR131 | 2000 QR131             | 25 août 2000          | LINEAR       |
| (38728) 2000 QJ133 | 2000 QJ133             | 26 août 2000          | LINEAR       |
| (38729) 2000 QP137 | 2000 QP137             | 31 août 2000          | LINEAR       |
| (38730) 2000 QE138 | 2000 QE138             | 31 août 2000          | LINEAR       |
| (38731) 2000 QX138 | 2000 QX138             | 31 août 2000          | LINEAR       |
| (38732) 2000 QF140 | 2000 QF140             | 31 août 2000          | LINEAR       |
| (38733) 2000 QF141 | 2000 QF141             | 31 août 2000          | LINEAR       |
| (38734) 2000 QC143 | 2000 QC143             | 31 août 2000          | LINEAR       |
| (38735) 2000 QQ144 | 2000 QQ144             | 31 août 2000          | LINEAR       |
| (38736) 2000 QU144 | 2000 QU144             | 31 août 2000          | LINEAR       |
| (38737) 2000 QN146 | 2000 QN146             | 31 août 2000          | LINEAR       |
| (38738) 2000 QT146 | 2000 QT146             | 31 août 2000          | LINEAR       |
| (38739) 2000 QO149 | 2000 QO149             | 24 août 2000          | LINEAR       |
| (38740) 2000 QC152 | 2000 QC152             | 26 août 2000          | LINEAR       |
| (38741) 2000 QO180 | 2000 QO180             | 31 août 2000          | LINEAR       |
| (38742) 2000 QP184 | 2000 QP184             | 26 août 2000          | LINEAR       |
| (38743) 2000 QB185 | 2000 QB185             | 26 août 2000          | LINEAR       |
| (38744) 2000 QE186 | 2000 QE186             | 26 août 2000          | LINEAR       |
| (38745) 2000 QM186 | 2000 QM186             | 26 août 2000          | LINEAR       |
| (38746) 2000 QT186 | 2000 QT186             | 26 août 2000          | LINEAR       |
| (38747) 2000 QE190 | 2000 QE190             | 26 août 2000          | LINEAR       |
| (38748) 2000 QY191 | 2000 QY191             | 26 août 2000          | LINEAR       |
| (38749) 2000 QU206 | 2000 QU206             | 31 août 2000          | LINEAR       |
| (38750) 2000 QJ207 | 2000 QJ207             | 31 août 2000          | LINEAR       |
| (38751) 2000 QN207 | 2000 QN207             | 31 août 2000          | LINEAR       |
| (38752) 2000 QY207 | 2000 QY207             | 31 août 2000          | LINEAR       |
| (38753) 2000 QE217 | 2000 QE217             | 31 août 2000          | LINEAR       |
| (38754) 2000 QG217 | 2000 QG217             | 31 août 2000          | LINEAR       |
| (38755) 2000 QR227 | 2000 QR227             | 31 août 2000          | LINEAR       |
| (38756) 2000 QG228 | 2000 QG228             | 31 août 2000          | LINEAR       |
| (38757) 2000 RM1   | 2000 RM1               | 1er septembre 2000    | LINEAR       |
| (38758) 2000 RS2   | 2000 RS2               | 1er septembre 2000    | LINEAR       |
| (38759) 2000 RD3   | 2000 RD3               | 1er septembre 2000    | LINEAR       |
| (38760) 2000 RG3   | 2000 RG3               | 1er septembre 2000    | LINEAR       |
| (38761) 2000 RH3   | 2000 RH3               | 1er septembre 2000    | LINEAR       |
| (38762) 2000 RK4   | 2000 RK4               | 1er septembre 2000    | LINEAR       |
| (38763) 2000 RW5   | 2000 RW5               | 1er septembre 2000    | LINEAR       |
| (38764) 2000 RB6   | 2000 RB6               | 1er septembre 2000    | LINEAR       |
| (38765) 2000 RU6   | 2000 RU6               | 1er septembre 2000    | LINEAR       |
| (38766) 2000 RV6   | 2000 RV6               | 1er septembre 2000    | LINEAR       |
| (38767) 2000 RB7   | 2000 RB7               | 1er septembre 2000    | LINEAR       |
| (38768) 2000 RF7   | 2000 RF7               | 1er septembre 2000    | LINEAR       |
| (38769) 2000 RS7   | 2000 RS7               | 1er septembre 2000    | LINEAR       |
| (38770) 2000 RT8   | 2000 RT8               | 1er septembre 2000    | LINEAR       |
| (38771) 2000 RP9   | 2000 RP9               | 1er septembre 2000    | LINEAR       |
| (38772) 2000 RR9   | 2000 RR9               | 1er septembre 2000    | LINEAR       |
| (38773) 2000 RY9   | 2000 RY9               | 1er septembre 2000    | LINEAR       |
| (38774) 2000 RD10  | 2000 RD10              | 1er septembre 2000    | LINEAR       |
| (38775) 2000 RZ10  | 2000 RZ10              | 1er septembre 2000    | LINEAR       |
| (38776) 2000 RK11  | 2000 RK11              | 1er septembre 2000    | LINEAR       |
| (38777) 2000 RS17  | 2000 RS17              | 1er septembre 2000    | LINEAR       |
| (38778) 2000 RX19  | 2000 RX19              | 1er septembre 2000    | LINEAR       |
| (38779) 2000 RH22  | 2000 RH22              | 1er septembre 2000    | LINEAR       |
| (38780) 2000 RX30  | 2000 RX30              | 1er septembre 2000    | LINEAR       |
| (38781) 2000 RN31  | 2000 RN31              | 1er septembre 2000    | LINEAR       |
| (38782) 2000 RP31  | 2000 RP31              | 1er septembre 2000    | LINEAR       |
| (38783) 2000 RU35  | 2000 RU35              | 2 septembre 2000      | LINEAR       |
| (38784) 2000 RT42  | 2000 RT42              | 3 septembre 2000      | LINEAR       |
| (38785) 2000 RR43  | 2000 RR43              | 3 septembre 2000      | LINEAR       |
| (38786) 2000 RG45  | 2000 RG45              | 3 septembre 2000      | LINEAR       |
| (38787) 2000 RU45  | 2000 RU45              | 3 septembre 2000      | LINEAR       |
| (38788) 2000 RW45  | 2000 RW45              | 3 septembre 2000      | LINEAR       |
| (38789) 2000 RB46  | 2000 RB46              | 3 septembre 2000      | LINEAR       |
| (38790) 2000 RE46  | 2000 RE46              | 3 septembre 2000      | LINEAR       |
| (38791) 2000 RU46  | 2000 RU46              | 3 septembre 2000      | LINEAR       |
| (38792) 2000 RA49  | 2000 RA49              | 4 septembre 2000      | LINEAR       |
| (38793) 2000 RY49  | 2000 RY49              | 5 septembre 2000      | LINEAR       |
| (38794) 2000 RC50  | 2000 RC50              | 5 septembre 2000      | LINEAR       |
| (38795) 2000 RA51  | 2000 RA51              | 5 septembre 2000      | LINEAR       |
| (38796) 2000 RK51  | 2000 RK51              | 5 septembre 2000      | LINEAR       |
| (38797) 2000 RW51  | 2000 RW51              | 5 septembre 2000      | LINEAR       |
| (38798) 2000 RB54  | 2000 RB54              | 1er septembre 2000    | LINEAR       |
| (38799) 2000 RE54  | 2000 RE54              | 1er septembre 2000    | LINEAR       |
| (38800) 2000 RA55  | 2000 RA55              | 3 septembre 2000      | LINEAR       |

## 38801-38900
| Nom                  | Désignation provisoire | Date de la découverte | Découvreur          |
| -------------------- | ---------------------- | --------------------- | ------------------- |
| (38801) 2000 RS55    | 2000 RS55              | 4 septembre 2000      | LINEAR              |
| (38802) 2000 RW60    | 2000 RW60              | 6 septembre 2000      | LINEAR              |
| (38803) 2000 RH62    | 2000 RH62              | 1er septembre 2000    | LINEAR              |
| (38804) 2000 RB64    | 2000 RB64              | 3 septembre 2000      | LINEAR              |
| (38805) 2000 RL65    | 2000 RL65              | 1er septembre 2000    | LINEAR              |
| (38806) 2000 RH66    | 2000 RH66              | 1er septembre 2000    | LINEAR              |
| (38807) 2000 RM68    | 2000 RM68              | 2 septembre 2000      | LINEAR              |
| (38808) 2000 RX68    | 2000 RX68              | 2 septembre 2000      | LINEAR              |
| (38809) 2000 RT69    | 2000 RT69              | 2 septembre 2000      | LINEAR              |
| (38810) 2000 RP70    | 2000 RP70              | 2 septembre 2000      | LINEAR              |
| (38811) 2000 RW71    | 2000 RW71              | 2 septembre 2000      | LINEAR              |
| (38812) 2000 RL72    | 2000 RL72              | 2 septembre 2000      | LINEAR              |
| (38813) 2000 RP72    | 2000 RP72              | 2 septembre 2000      | LINEAR              |
| (38814) 2000 RR72    | 2000 RR72              | 2 septembre 2000      | LINEAR              |
| (38815) 2000 RY73    | 2000 RY73              | 2 septembre 2000      | LINEAR              |
| (38816) 2000 RZ73    | 2000 RZ73              | 2 septembre 2000      | LINEAR              |
| (38817) 2000 RH74    | 2000 RH74              | 2 septembre 2000      | LINEAR              |
| (38818) 2000 RJ74    | 2000 RJ74              | 2 septembre 2000      | LINEAR              |
| (38819) 2000 RX75    | 2000 RX75              | 3 septembre 2000      | LINEAR              |
| (38820) 2000 RB77    | 2000 RB77              | 7 septembre 2000      | LINEAR              |
| (38821) Linchinghsia | 2000 RJ78              | 9 septembre 2000      | W. K. Y. Yeung      |
| (38822) 2000 RY83    | 2000 RY83              | 1er septembre 2000    | LINEAR              |
| (38823) Nijland      | 2000 RN87              | 2 septembre 2000      | LONEOS              |
| (38824) 2000 RG91    | 2000 RG91              | 3 septembre 2000      | LINEAR              |
| (38825) 2000 RS91    | 2000 RS91              | 3 septembre 2000      | LINEAR              |
| (38826) 2000 RZ92    | 2000 RZ92              | 3 septembre 2000      | LINEAR              |
| (38827) ter Kuile    | 2000 RQ93              | 4 septembre 2000      | LONEOS              |
| (38828) van 't Leven | 2000 RQ94              | 4 septembre 2000      | LONEOS              |
| (38829) Vandeputte   | 2000 RQ96              | 4 septembre 2000      | LONEOS              |
| (38830) Biets        | 2000 RK99              | 5 septembre 2000      | LONEOS              |
| (38831) 2000 RC105   | 2000 RC105             | 7 septembre 2000      | LINEAR              |
| (38832) 2000 RH105   | 2000 RH105             | 7 septembre 2000      | LINEAR              |
| (38833) 2000 SC      | 2000 SC                | 17 septembre 2000     | LINEAR              |
| (38834) 2000 SP1     | 2000 SP1               | 18 septembre 2000     | LINEAR              |
| (38835) 2000 SS2     | 2000 SS2               | 20 septembre 2000     | NEAT                |
| (38836) 2000 SS19    | 2000 SS19              | 23 septembre 2000     | LINEAR              |
| (38837) 2000 SM23    | 2000 SM23              | 26 septembre 2000     | K. Korlević         |
| (38838) 2000 SB31    | 2000 SB31              | 24 septembre 2000     | LINEAR              |
| (38839) 2000 SU32    | 2000 SU32              | 24 septembre 2000     | LINEAR              |
| (38840) 2000 SH39    | 2000 SH39              | 24 septembre 2000     | LINEAR              |
| (38841) 2000 SH43    | 2000 SH43              | 26 septembre 2000     | Črni Vrh            |
| (38842) 2000 SW44    | 2000 SW44              | 26 septembre 2000     | Nachi-Katsuura (en) |
| (38843) 2000 SN49    | 2000 SN49              | 23 septembre 2000     | LINEAR              |
| (38844) 2000 SW58    | 2000 SW58              | 24 septembre 2000     | LINEAR              |
| (38845) 2000 SL59    | 2000 SL59              | 24 septembre 2000     | LINEAR              |
| (38846) 2000 SH68    | 2000 SH68              | 24 septembre 2000     | LINEAR              |
| (38847) 2000 SJ68    | 2000 SJ68              | 24 septembre 2000     | LINEAR              |
| (38848) 2000 SN68    | 2000 SN68              | 24 septembre 2000     | LINEAR              |
| (38849) 2000 SS68    | 2000 SS68              | 24 septembre 2000     | LINEAR              |
| (38850) 2000 SW68    | 2000 SW68              | 24 septembre 2000     | LINEAR              |
| (38851) 2000 SM69    | 2000 SM69              | 24 septembre 2000     | LINEAR              |
| (38852) 2000 SR70    | 2000 SR70              | 24 septembre 2000     | LINEAR              |
| (38853) 2000 SW71    | 2000 SW71              | 24 septembre 2000     | LINEAR              |
| (38854) 2000 SY71    | 2000 SY71              | 24 septembre 2000     | LINEAR              |
| (38855) 2000 SY81    | 2000 SY81              | 24 septembre 2000     | LINEAR              |
| (38856) 2000 SH87    | 2000 SH87              | 24 septembre 2000     | LINEAR              |
| (38857) 2000 SE88    | 2000 SE88              | 24 septembre 2000     | LINEAR              |
| (38858) 2000 SB91    | 2000 SB91              | 22 septembre 2000     | LINEAR              |
| (38859) 2000 SL92    | 2000 SL92              | 23 septembre 2000     | LINEAR              |
| (38860) 2000 SH100   | 2000 SH100             | 23 septembre 2000     | LINEAR              |
| (38861) 2000 SB104   | 2000 SB104             | 24 septembre 2000     | LINEAR              |
| (38862) 2000 SD105   | 2000 SD105             | 24 septembre 2000     | LINEAR              |
| (38863) 2000 SX108   | 2000 SX108             | 24 septembre 2000     | LINEAR              |
| (38864) 2000 SZ108   | 2000 SZ108             | 24 septembre 2000     | LINEAR              |
| (38865) 2000 SD111   | 2000 SD111             | 24 septembre 2000     | LINEAR              |
| (38866) 2000 SK111   | 2000 SK111             | 24 septembre 2000     | LINEAR              |
| (38867) 2000 SF112   | 2000 SF112             | 24 septembre 2000     | LINEAR              |
| (38868) 2000 SX112   | 2000 SX112             | 24 septembre 2000     | LINEAR              |
| (38869) 2000 SL113   | 2000 SL113             | 24 septembre 2000     | LINEAR              |
| (38870) 2000 SQ114   | 2000 SQ114             | 24 septembre 2000     | LINEAR              |
| (38871) 2000 SO115   | 2000 SO115             | 24 septembre 2000     | LINEAR              |
| (38872) 2000 SP116   | 2000 SP116             | 24 septembre 2000     | LINEAR              |
| (38873) 2000 SB117   | 2000 SB117             | 24 septembre 2000     | LINEAR              |
| (38874) 2000 SZ119   | 2000 SZ119             | 24 septembre 2000     | LINEAR              |
| (38875) 2000 SA120   | 2000 SA120             | 24 septembre 2000     | LINEAR              |
| (38876) 2000 SX120   | 2000 SX120             | 24 septembre 2000     | LINEAR              |
| (38877) 2000 SE121   | 2000 SE121             | 24 septembre 2000     | LINEAR              |
| (38878) 2000 SL121   | 2000 SL121             | 24 septembre 2000     | LINEAR              |
| (38879) 2000 SO121   | 2000 SO121             | 24 septembre 2000     | LINEAR              |
| (38880) 2000 SD123   | 2000 SD123             | 24 septembre 2000     | LINEAR              |
| (38881) 2000 SE123   | 2000 SE123             | 24 septembre 2000     | LINEAR              |
| (38882) 2000 SG123   | 2000 SG123             | 24 septembre 2000     | LINEAR              |
| (38883) 2000 SZ123   | 2000 SZ123             | 24 septembre 2000     | LINEAR              |
| (38884) 2000 SF124   | 2000 SF124             | 24 septembre 2000     | LINEAR              |
| (38885) 2000 SG126   | 2000 SG126             | 24 septembre 2000     | LINEAR              |
| (38886) 2000 SW126   | 2000 SW126             | 24 septembre 2000     | LINEAR              |
| (38887) 2000 SN134   | 2000 SN134             | 23 septembre 2000     | LINEAR              |
| (38888) 2000 SA137   | 2000 SA137             | 23 septembre 2000     | LINEAR              |
| (38889) 2000 SJ146   | 2000 SJ146             | 24 septembre 2000     | LINEAR              |
| (38890) 2000 SO146   | 2000 SO146             | 24 septembre 2000     | LINEAR              |
| (38891) 2000 SO148   | 2000 SO148             | 24 septembre 2000     | LINEAR              |
| (38892) 2000 SS148   | 2000 SS148             | 24 septembre 2000     | LINEAR              |
| (38893) 2000 SH149   | 2000 SH149             | 24 septembre 2000     | LINEAR              |
| (38894) 2000 SC152   | 2000 SC152             | 24 septembre 2000     | LINEAR              |
| (38895) 2000 SE152   | 2000 SE152             | 24 septembre 2000     | LINEAR              |
| (38896) 2000 SB153   | 2000 SB153             | 24 septembre 2000     | LINEAR              |
| (38897) 2000 SO154   | 2000 SO154             | 24 septembre 2000     | LINEAR              |
| (38898) 2000 SD155   | 2000 SD155             | 24 septembre 2000     | LINEAR              |
| (38899) 2000 SG157   | 2000 SG157             | 26 septembre 2000     | LINEAR              |
| (38900) 2000 SH157   | 2000 SH157             | 26 septembre 2000     | LINEAR              |

## 38901-39000
| Nom                  | Désignation provisoire | Date de la découverte | Découvreur     |
| -------------------- | ---------------------- | --------------------- | -------------- |
| (38901) 2000 SQ157   | 2000 SQ157             | 27 septembre 2000     | LINEAR         |
| (38902) 2000 SO158   | 2000 SO158             | 22 septembre 2000     | Spacewatch     |
| (38903) 2000 SP160   | 2000 SP160             | 27 septembre 2000     | LINEAR         |
| (38904) 2000 SG162   | 2000 SG162             | 21 septembre 2000     | NEAT           |
| (38905) 2000 SW167   | 2000 SW167             | 23 septembre 2000     | LINEAR         |
| (38906) 2000 SE169   | 2000 SE169             | 23 septembre 2000     | LINEAR         |
| (38907) 2000 SC170   | 2000 SC170             | 24 septembre 2000     | LINEAR         |
| (38908) 2000 SX170   | 2000 SX170             | 24 septembre 2000     | LINEAR         |
| (38909) 2000 SQ172   | 2000 SQ172             | 27 septembre 2000     | LINEAR         |
| (38910) 2000 SA178   | 2000 SA178             | 28 septembre 2000     | LINEAR         |
| (38911) 2000 SW178   | 2000 SW178             | 28 septembre 2000     | LINEAR         |
| (38912) 2000 SK179   | 2000 SK179             | 28 septembre 2000     | LINEAR         |
| (38913) 2000 SY184   | 2000 SY184             | 20 septembre 2000     | NEAT           |
| (38914) 2000 SQ186   | 2000 SQ186             | 21 septembre 2000     | Spacewatch     |
| (38915) 2000 SR189   | 2000 SR189             | 22 septembre 2000     | NEAT           |
| (38916) 2000 SY189   | 2000 SY189             | 22 septembre 2000     | NEAT           |
| (38917) 2000 SE190   | 2000 SE190             | 23 septembre 2000     | Spacewatch     |
| (38918) 2000 SS205   | 2000 SS205             | 24 septembre 2000     | LINEAR         |
| (38919) 2000 SS218   | 2000 SS218             | 26 septembre 2000     | LINEAR         |
| (38920) 2000 SW218   | 2000 SW218             | 26 septembre 2000     | LINEAR         |
| (38921) 2000 SG219   | 2000 SG219             | 26 septembre 2000     | LINEAR         |
| (38922) 2000 SF221   | 2000 SF221             | 26 septembre 2000     | LINEAR         |
| (38923) 2000 SM221   | 2000 SM221             | 26 septembre 2000     | LINEAR         |
| (38924) 2000 SB222   | 2000 SB222             | 26 septembre 2000     | LINEAR         |
| (38925) 2000 SE222   | 2000 SE222             | 26 septembre 2000     | LINEAR         |
| (38926) 2000 SH226   | 2000 SH226             | 27 septembre 2000     | LINEAR         |
| (38927) 2000 SV226   | 2000 SV226             | 27 septembre 2000     | LINEAR         |
| (38928) 2000 SY226   | 2000 SY226             | 27 septembre 2000     | LINEAR         |
| (38929) 2000 SH227   | 2000 SH227             | 27 septembre 2000     | LINEAR         |
| (38930) 2000 SW230   | 2000 SW230             | 28 septembre 2000     | LINEAR         |
| (38931) 2000 SY234   | 2000 SY234             | 24 septembre 2000     | LINEAR         |
| (38932) 2000 SL236   | 2000 SL236             | 24 septembre 2000     | LINEAR         |
| (38933) 2000 SE237   | 2000 SE237             | 24 septembre 2000     | LINEAR         |
| (38934) 2000 SB239   | 2000 SB239             | 26 septembre 2000     | LINEAR         |
| (38935) 2000 SC239   | 2000 SC239             | 26 septembre 2000     | LINEAR         |
| (38936) 2000 SD258   | 2000 SD258             | 24 septembre 2000     | LINEAR         |
| (38937) 2000 SL258   | 2000 SL258             | 24 septembre 2000     | LINEAR         |
| (38938) 2000 SU258   | 2000 SU258             | 24 septembre 2000     | LINEAR         |
| (38939) 2000 SH260   | 2000 SH260             | 24 septembre 2000     | LINEAR         |
| (38940) 2000 SY265   | 2000 SY265             | 26 septembre 2000     | LINEAR         |
| (38941) 2000 SN269   | 2000 SN269             | 27 septembre 2000     | LINEAR         |
| (38942) 2000 SA271   | 2000 SA271             | 27 septembre 2000     | LINEAR         |
| (38943) 2000 SQ273   | 2000 SQ273             | 28 septembre 2000     | LINEAR         |
| (38944) 2000 SF274   | 2000 SF274             | 28 septembre 2000     | LINEAR         |
| (38945) 2000 SO274   | 2000 SO274             | 28 septembre 2000     | LINEAR         |
| (38946) 2000 SS274   | 2000 SS274             | 28 septembre 2000     | LINEAR         |
| (38947) 2000 SD287   | 2000 SD287             | 26 septembre 2000     | LINEAR         |
| (38948) 2000 ST292   | 2000 ST292             | 27 septembre 2000     | LINEAR         |
| (38949) 2000 SJ295   | 2000 SJ295             | 27 septembre 2000     | LINEAR         |
| (38950) 2000 ST295   | 2000 ST295             | 27 septembre 2000     | LINEAR         |
| (38951) 2000 SA296   | 2000 SA296             | 27 septembre 2000     | LINEAR         |
| (38952) 2000 SG309   | 2000 SG309             | 30 septembre 2000     | LINEAR         |
| (38953) 2000 SK310   | 2000 SK310             | 26 septembre 2000     | LINEAR         |
| (38954) 2000 SD313   | 2000 SD313             | 27 septembre 2000     | LINEAR         |
| (38955) 2000 SE319   | 2000 SE319             | 26 septembre 2000     | LINEAR         |
| (38956) 2000 SR336   | 2000 SR336             | 26 septembre 2000     | NEAT           |
| (38957) 2000 SZ336   | 2000 SZ336             | 26 septembre 2000     | NEAT           |
| (38958) 2000 SL337   | 2000 SL337             | 25 septembre 2000     | Spacewatch     |
| (38959) 2000 SE363   | 2000 SE363             | 20 septembre 2000     | Spacewatch     |
| (38960) Yeungchihung | 2000 TS                | 2 octobre 2000        | W. K. Y. Yeung |
| (38961) 2000 TG1     | 2000 TG1               | 1er octobre 2000      | J. Nomen       |
| (38962) Chuwinghung  | 2000 TN2               | 5 octobre 2000        | W. K. Y. Yeung |
| (38963) 2000 TJ14    | 2000 TJ14              | 1er octobre 2000      | LINEAR         |
| (38964) 2000 TU18    | 2000 TU18              | 1er octobre 2000      | LINEAR         |
| (38965) 2000 TB29    | 2000 TB29              | 3 octobre 2000        | LINEAR         |
| (38966) Deller       | 2000 TW35              | 6 octobre 2000        | LONEOS         |
| (38967) Roberthaas   | 2000 TF36              | 6 octobre 2000        | LONEOS         |
| (38968) 2000 TF55    | 2000 TF55              | 1er octobre 2000      | LINEAR         |
| (38969) 2000 TV55    | 2000 TV55              | 1er octobre 2000      | LINEAR         |
| (38970) 2000 TC58    | 2000 TC58              | 2 octobre 2000        | LINEAR         |
| (38971) 2000 TQ60    | 2000 TQ60              | 2 octobre 2000        | LONEOS         |
| (38972) 2000 TE61    | 2000 TE61              | 2 octobre 2000        | LONEOS         |
| (38973) 2000 TQ61    | 2000 TQ61              | 2 octobre 2000        | LONEOS         |
| (38974) 2000 TK62    | 2000 TK62              | 2 octobre 2000        | LINEAR         |
| (38975) 2000 TH66    | 2000 TH66              | 1er octobre 2000      | LINEAR         |
| (38976) Taeve        | 2000 UR                | 21 octobre 2000       | J. Kandler     |
| (38977) 2000 UV      | 2000 UV                | 21 octobre 2000       | K. Korlević    |
| (38978) 2000 UA2     | 2000 UA2               | 22 octobre 2000       | K. Korlević    |
| (38979) 2000 UB2     | 2000 UB2               | 22 octobre 2000       | K. Korlević    |
| (38980) Gaoyaojie    | 2000 UJ2               | 23 octobre 2000       | W. K. Y. Yeung |
| (38981) 2000 UW3     | 2000 UW3               | 24 octobre 2000       | LINEAR         |
| (38982) 2000 UD4     | 2000 UD4               | 24 octobre 2000       | LINEAR         |
| (38983) 2000 UT4     | 2000 UT4               | 24 octobre 2000       | LINEAR         |
| (38984) 2000 UZ4     | 2000 UZ4               | 24 octobre 2000       | LINEAR         |
| (38985) 2000 UA5     | 2000 UA5               | 24 octobre 2000       | LINEAR         |
| (38986) 2000 UP5     | 2000 UP5               | 24 octobre 2000       | LINEAR         |
| (38987) 2000 UB8     | 2000 UB8               | 24 octobre 2000       | LINEAR         |
| (38988) 2000 UJ12    | 2000 UJ12              | 24 octobre 2000       | LINEAR         |
| (38989) 2000 UF13    | 2000 UF13              | 25 octobre 2000       | LINEAR         |
| (38990) 2000 UZ17    | 2000 UZ17              | 24 octobre 2000       | LINEAR         |
| (38991) 2000 UE19    | 2000 UE19              | 29 octobre 2000       | LINEAR         |
| (38992) 2000 UN20    | 2000 UN20              | 24 octobre 2000       | LINEAR         |
| (38993) 2000 UX20    | 2000 UX20              | 24 octobre 2000       | LINEAR         |
| (38994) 2000 UZ21    | 2000 UZ21              | 24 octobre 2000       | LINEAR         |
| (38995) 2000 UJ24    | 2000 UJ24              | 24 octobre 2000       | LINEAR         |
| (38996) 2000 UM25    | 2000 UM25              | 24 octobre 2000       | LINEAR         |
| (38997) 2000 UF26    | 2000 UF26              | 24 octobre 2000       | LINEAR         |
| (38998) 2000 UP26    | 2000 UP26              | 24 octobre 2000       | LINEAR         |
| (38999) 2000 UV26    | 2000 UV26              | 24 octobre 2000       | LINEAR         |
| (39000) 2000 UZ26    | 2000 UZ26              | 24 octobre 2000       | LINEAR         |